# فهرست سیارک‌ها (۱۱۰۰۱–۱۲۰۰۱)
فهرست سیارک‌ها (۱۱۰۰۱ - ۱۲۰۰۱) فهرست سیارک‌ها از ۱۱۰۰۱ تا ۱۲۰۰۱ است.
| نام   | نام انگلیسی      | تاریخ کشف       |
| ----- | ---------------- | --------------- |
| ۱۱۰۰۱ | Andrewulff       | ۱۶ ژوئن ۱۹۷۹    |
| ۱۱۰۰۲ | Richardlis       | ۲۴ ژوئن ۱۹۷۹    |
| ۱۱۰۰۳ | Andronov         | ۱۴ اکتبر ۱۹۷۹   |
| ۱۱۰۰۴ | Stenmark         | ۱۶ مارس ۱۹۸۰    |
| ۱۱۰۰۵ | Waldtrudering    | ۶ اوت ۱۹۸۰      |
| ۱۱۰۰۶ | Gilson           | ۹ اکتبر ۱۹۸۰    |
| ۱۱۰۰۷ | 1980 VA3         | ۱ نوامبر ۱۹۸۰   |
| ۱۱۰۰۸ | 1981 EO7         | ۱ مارس ۱۹۸۱     |
| ۱۱۰۰۹ | 1981 ET10        | ۱ مارس ۱۹۸۱     |
| ۱۱۰۱۰ | 1981 ET24        | ۲ مارس ۱۹۸۱     |
| ۱۱۰۱۱ | KIAM             | ۲۲ اکتبر ۱۹۸۱   |
| ۱۱۰۱۲ | Henning          | ۱۵ مه ۱۹۸۲      |
| ۱۱۰۱۳ | Kullander        | ۱۶ اوت ۱۹۸۲     |
| ۱۱۰۱۴ | Svatopluk        | ۲۳ اوت ۱۹۸۲     |
| ۱۱۰۱۵ | Romanenko        | ۱۷ سپتامبر ۱۹۸۲ |
| ۱۱۰۱۶ | Borisov          | ۱۶ سپتامبر ۱۹۸۲ |
| ۱۱۰۱۷ | Billputnam       | ۱۶ ژانویه ۱۹۸۳  |
| ۱۱۰۱۸ | 1983 CZ2         | ۱۵ فوریه ۱۹۸۳   |
| ۱۱۰۱۹ | Hansrott         | ۲۵ آوریل ۱۹۸۴   |
| ۱۱۰۲۰ | Orwell           | ۳۱ ژوئیه ۱۹۸۴   |
| ۱۱۰۲۱ | Fodera           | ۱۲ ژانویه ۱۹۸۶  |
| ۱۱۰۲۲ | Serio            | ۵ مارس ۱۹۸۶     |
| ۱۱۰۲۲ | 1986 QZ          | ۲۶ اوت ۱۹۸۶     |
| ۱۱۰۲۴ | 1986 QC1         | ۲۶ اوت ۱۹۸۶     |
| ۱۱۰۲۵ | 1986 QJ1         | ۲۷ اوت ۱۹۸۶     |
| ۱۱۰۲۶ | 1986 RE1         | ۲ سپتامبر ۱۹۸۶  |
| ۱۱۰۲۷ | Astafʹev         | ۷ سپتامبر ۱۹۸۶  |
| ۱۱۰۲۷ | 1987 UW          | ۱۸ اکتبر ۱۹۸۷   |
| ۱۱۰۲۷ | 1988 GZ          | ۹ آوریل ۱۹۸۸    |
| ۱۱۰۲۷ | 1988 PK          | ۱۳ اوت ۱۹۸۸     |
| ۱۱۰۳۱ | 1988 RC5         | ۲ سپتامبر ۱۹۸۸  |
| ۱۱۰۳۲ | 1988 RE5         | ۲ سپتامبر ۱۹۸۸  |
| ۱۱۰۳۳ | 1988 SH3         | ۱۶ سپتامبر ۱۹۸۸ |
| ۱۱۰۳۳ | 1988 TG          | ۹ اکتبر ۱۹۸۸    |
| ۱۱۰۳۵ | 1988 VQ3         | ۱۲ نوامبر ۱۹۸۸  |
| ۱۱۰۳۶ | 1989 AW5         | ۴ ژانویه ۱۹۸۹   |
| ۱۱۰۳۷ | Distler          | ۲ فوریه ۱۹۸۹    |
| ۱۱۰۳۸ | 1989 EE1         | ۸ مارس ۱۹۸۹     |
| ۱۱۰۳۹ | Raynal           | ۳ آوریل ۱۹۸۹    |
| ۱۱۰۴۰ | Wundt            | ۳ سپتامبر ۱۹۸۹  |
| ۱۱۰۴۱ | Fechner          | ۲۶ سپتامبر ۱۹۸۹ |
| ۱۱۰۴۲ | Ernstweber       | ۳ نوامبر ۱۹۸۹   |
| ۱۱۰۴۳ | Pepping          | ۲۵ دسامبر ۱۹۸۹  |
| ۱۱۰۴۳ | 1990 DV          | ۲۸ فوریه ۱۹۹۰   |
| ۱۱۰۴۵ | 1990 HH1         | ۲۶ آوریل ۱۹۹۰   |
| ۱۱۰۴۶ | 1990 OE4         | ۳۰ ژوئیه ۱۹۹۰   |
| ۱۱۰۴۷ | 1990 QL1         | ۲۲ اوت ۱۹۹۰     |
| ۱۱۰۴۸ | 1990 QZ5         | ۲۹ اوت ۱۹۹۰     |
| ۱۱۰۴۹ | 1990 RK2         | ۱۴ سپتامبر ۱۹۹۰ |
| ۱۱۰۵۰ | Messiaen         | ۱۳ اکتبر ۱۹۹۰   |
| ۱۱۰۵۱ | Racine           | ۱۵ نوامبر ۱۹۹۰  |
| ۱۱۰۵۱ | 1990 WM          | ۲۰ نوامبر ۱۹۹۰  |
| ۱۱۰۵۳ | 1991 CQ6         | ۳ فوریه ۱۹۹۱    |
| ۱۱۰۵۳ | 1991 FA          | ۱۷ مارس ۱۹۹۱    |
| ۱۱۰۵۵ | Honduras         | ۸ آوریل ۱۹۹۱    |
| ۱۱۰۵۶ | Volland          | ۶ ژوئن ۱۹۹۱     |
| ۱۱۰۵۶ | 1991 NL          | ۸ ژوئیه ۱۹۹۱    |
| ۱۱۰۵۸ | 1991 PN10        | ۷ اوت ۱۹۹۱      |
| ۱۱۰۵۹ | Nulliusinverba   | ۴ سپتامبر ۱۹۹۱  |
| ۱۱۰۶۰ | 1991 RA13        | ۱۰ سپتامبر ۱۹۹۱ |
| ۱۱۰۶۱ | Lagerlof         | ۱۰ سپتامبر ۱۹۹۱ |
| ۱۱۰۶۱ | 1991 SN          | ۳۰ سپتامبر ۱۹۹۱ |
| ۱۱۰۶۳ | Poynting         | ۲ نوامبر ۱۹۹۱   |
| ۱۱۰۶۴ | Dogen            | ۳۰ نوامبر ۱۹۹۱  |
| ۱۱۰۶۵ | 1991 XE2         | ۱ دسامبر ۱۹۹۱   |
| ۱۱۰۶۶ | Sigurd           | ۹ فوریه ۱۹۹۲    |
| ۱۱۰۶۷ | Greenancy        | ۲۵ فوریه ۱۹۹۲   |
| ۱۱۰۶۷ | 1992 EA          | ۲ مارس ۱۹۹۲     |
| ۱۱۰۶۹ | 1992 EV4         | ۱ مارس ۱۹۹۲     |
| ۱۱۰۷۰ | 1992 EV9         | ۲ مارس ۱۹۹۲     |
| ۱۱۰۷۱ | 1992 EU14        | ۱ مارس ۱۹۹۲     |
| ۱۱۰۷۲ | Hiraoka          | ۳ آوریل ۱۹۹۲    |
| ۱۱۰۷۳ | Cavell           | ۲ سپتامبر ۱۹۹۲  |
| ۱۱۰۷۴ | Kuniwake         | ۲۳ سپتامبر ۱۹۹۲ |
| ۱۱۰۷۵ | Donhoff          | ۲۳ سپتامبر ۱۹۹۲ |
| ۱۱۰۷۵ | 1992 UR          | ۲۱ اکتبر ۱۹۹۲   |
| ۱۱۰۷۷ | 1992 WB2         | ۱۸ نوامبر ۱۹۹۲  |
| ۱۱۰۷۸ | 1992 WH2         | ۱۸ نوامبر ۱۹۹۲  |
| ۱۱۰۷۹ | Mitsunori        | ۱۳ ژانویه ۱۹۹۳  |
| ۱۱۰۷۹ | 1993 FO          | ۲۳ مارس ۱۹۹۳    |
| ۱۱۰۸۱ | 1993 FA13        | ۲۱ مارس ۱۹۹۳    |
| ۱۱۰۸۲ | Spilliaert       | ۱۴ مه ۱۹۹۳      |
| ۱۱۰۸۳ | Caracas          | ۱۵ سپتامبر ۱۹۹۳ |
| ۱۱۰۸۴ | Gio              | ۱۹ سپتامبر ۱۹۹۳ |
| ۱۱۰۸۵ | Isala            | ۱۷ سپتامبر ۱۹۹۳ |
| ۱۱۰۸۶ | Nagatayuji       | ۱۱ اکتبر ۱۹۹۳   |
| ۱۱۰۸۷ | Yamasakimakoto   | ۱۵ اکتبر ۱۹۹۳   |
| ۱۱۰۸۷ | 1993 UN          | ۱۹ اکتبر ۱۹۹۳   |
| ۱۱۰۸۹ | 1994 CS8         | ۸ فوریه ۱۹۹۴    |
| ۱۱۰۹۰ | Popelin          | ۷ فوریه ۱۹۹۴    |
| ۱۱۰۹۱ | Thelonious       | ۱۶ فوریه ۱۹۹۴   |
| ۱۱۰۹۲ | Iwakisan         | ۴ مارس ۱۹۹۴     |
| ۱۱۰۹۲ | 1994 HD          | ۱۷ آوریل ۱۹۹۴   |
| ۱۱۰۹۴ | Cuba             | ۱۰ اوت ۱۹۹۴     |
| ۱۱۰۹۵ | Havana           | ۱۲ اوت ۱۹۹۴     |
| ۱۱۰۹۶ | 1994 RU1         | ۱ سپتامبر ۱۹۹۴  |
| ۱۱۰۹۷ | 1994 UD1         | ۳۱ اکتبر ۱۹۹۴   |
| ۱۱۰۹۸ | Ginsberg         | ۲ آوریل ۱۹۹۵    |
| ۱۱۰۹۹ | Sonodamasaki     | ۲۰ آوریل ۱۹۹۵   |
| ۱۱۱۰۰ | Lai              | ۲۲ مه ۱۹۹۵      |
| ۱۱۱۰۱ | Ceskafilharmonie | ۱۷ سپتامبر ۱۹۹۵ |
| ۱۱۱۰۲ | Bertorighini     | ۲۶ سپتامبر ۱۹۹۵ |
| ۱۱۱۰۳ | Miekerouppe      | ۱۸ سپتامبر ۱۹۹۵ |
| ۱۱۱۰۴ | Airion           | ۶ اکتبر ۱۹۹۵    |
| ۱۱۱۰۵ | Puchnarova       | ۲۴ اکتبر ۱۹۹۵   |
| ۱۱۱۰۶ | 1995 UK3         | ۱۷ اکتبر ۱۹۹۵   |
| ۱۱۱۰۷ | Hakkoda          | ۲۵ اکتبر ۱۹۹۵   |
| ۱۱۱۰۸ | Hachimantai      | ۲۷ اکتبر ۱۹۹۵   |
| ۱۱۱۰۹ | Iwatesan         | ۲۷ اکتبر ۱۹۹۵   |
| ۱۱۱۱۰ | 1995 VT1         | ۲ نوامبر ۱۹۹۵   |
| ۱۱۱۱۱ | Repunit          | ۱۶ نوامبر ۱۹۹۵  |
| ۱۱۱۱۲ | Cagnoli          | ۱۸ نوامبر ۱۹۹۵  |
| ۱۱۱۱۳ | 1995 WW3         | ۱۸ نوامبر ۱۹۹۵  |
| ۱۱۱۱۴ | 1995 WV5         | ۱۶ نوامبر ۱۹۹۵  |
| ۱۱۱۱۵ | Kariya           | ۲۱ نوامبر ۱۹۹۵  |
| ۱۱۱۱۵ | 1996 EK          | ۱۰ مارس ۱۹۹۶    |
| ۱۱۱۱۷ | 1996 LP1         | ۱۴ ژوئن ۱۹۹۶    |
| ۱۱۱۱۸ | Modra            | ۹ اوت ۱۹۹۶      |
| ۱۱۱۱۹ | Taro             | ۹ اوت ۱۹۹۶      |
| ۱۱۱۲۰ | Pancaldi         | ۱۷ اوت ۱۹۹۶     |
| ۱۱۱۲۱ | Malpighi         | ۱۰ سپتامبر ۱۹۹۶ |
| ۱۱۱۲۲ | Eliscolombini    | ۱۳ سپتامبر ۱۹۹۶ |
| ۱۱۱۲۳ | Aliciaclaire     | ۸ سپتامبر ۱۹۹۶  |
| ۱۱۱۲۴ | Mikulasek        | ۱۴ اکتبر ۱۹۹۶   |
| ۱۱۱۲۵ | 1996 TL10        | ۹ اکتبر ۱۹۹۶    |
| ۱۱۱۲۶ | Dolecek          | ۱۵ اکتبر ۱۹۹۶   |
| ۱۱۱۲۷ | Hagi             | ۲۰ اکتبر ۱۹۹۶   |
| ۱۱۱۲۸ | Ostravia         | ۳ نوامبر ۱۹۹۶   |
| ۱۱۱۲۹ | Hayachine        | ۱۴ نوامبر ۱۹۹۶  |
| ۱۱۱۳۰ | 1996 VA30        | ۷ نوامبر ۱۹۹۶   |
| ۱۱۱۳۱ | 1996 VO30        | ۷ نوامبر ۱۹۹۶   |
| ۱۱۱۳۲ | Horne            | ۱۷ نوامبر ۱۹۹۶  |
| ۱۱۱۳۳ | Kumotori         | ۲ دسامبر ۱۹۹۶   |
| ۱۱۱۳۳ | Kumotori         | XO۲             |
| ۱۱۱۳۵ | Ryokami          | ۳ دسامبر ۱۹۹۶   |
| ۱۱۱۳۶ | Shirleymarinus   | ۸ دسامبر ۱۹۹۶   |
| ۱۱۱۳۷ | Yarigatake       | ۸ دسامبر ۱۹۹۶   |
| ۱۱۱۳۸ | Hotakadake       | ۱۴ دسامبر ۱۹۹۶  |
| ۱۱۱۳۹ | 1996 YF2         | ۲۲ دسامبر ۱۹۹۶  |
| ۱۱۱۴۰ | Yakedake         | ۲ ژانویه ۱۹۹۷   |
| ۱۱۱۴۱ | Jindrawalter     | ۱۲ ژانویه ۱۹۹۷  |
| ۱۱۱۴۲ | Facchini         | ۷ ژانویه ۱۹۹۷   |
| ۱۱۱۴۳ | 1997 BF7         | ۲۸ ژانویه ۱۹۹۷  |
| ۱۱۱۴۴ | Radiocommunicata | ۲ فوریه ۱۹۹۷    |
| ۱۱۱۴۵ | Emanuelli        | ۲۹ اوت ۱۹۹۷     |
| ۱۱۱۴۶ | Kirigamine       | ۲۳ نوامبر ۱۹۹۷  |
| ۱۱۱۴۷ | Delmas           | ۶ دسامبر ۱۹۹۷   |
| ۱۱۱۴۸ | Einhardress      | ۷ دسامبر ۱۹۹۷   |
| ۱۱۱۴۹ | Tateshina        | ۵ دسامبر ۱۹۹۷   |
| ۱۱۱۵۰ | Bragg            | ۲۱ دسامبر ۱۹۹۷  |
| ۱۱۱۵۱ | Oodaigahara      | ۲۴ دسامبر ۱۹۹۷  |
| ۱۱۱۵۲ | Oomine           | ۲۵ دسامبر ۱۹۹۷  |
| ۱۱۱۵۳ | 1997 YB10        | ۲۵ دسامبر ۱۹۹۷  |
| ۱۱۱۵۴ | Kobushi          | ۲۸ دسامبر ۱۹۹۷  |
| ۱۱۱۵۵ | Kinpu            | ۳۱ دسامبر ۱۹۹۷  |
| ۱۱۱۵۶ | Al-Khwarismi     | ۳۱ دسامبر ۱۹۹۷  |
| ۱۱۱۵۶ | 1998 AJ          | ۲ ژانویه ۱۹۹۸   |
| ۱۱۱۵۸ | Cirou            | ۸ ژانویه ۱۹۹۸   |
| ۱۱۱۵۹ | Mizugaki         | ۱۹ ژانویه ۱۹۹۸  |
| ۱۱۱۶۰ | 1998 BH7         | ۲۴ ژانویه ۱۹۹۸  |
| ۱۱۱۶۱ | Daibosatsu       | ۲۵ ژانویه ۱۹۹۸  |
| ۱۱۱۶۲ | 1998 BG8         | ۲۵ ژانویه ۱۹۹۸  |
| ۱۱۱۶۳ | Milesovka        | ۴ فوریه ۱۹۹۸    |
| ۱۱۱۶۴ | 1998 DW2         | ۱۷ فوریه ۱۹۹۸   |
| ۱۱۱۶۵ | 1998 DE5         | ۲۲ فوریه ۱۹۹۸   |
| ۱۱۱۶۶ | Anatolefrance    | ۲۷ فوریه ۱۹۹۸   |
| ۱۱۱۶۷ | Kunzak           | ۲۳ مارس ۱۹۹۸    |
| ۱۱۱۶۸ | 1998 FO15        | ۲۱ مارس ۱۹۹۸    |
| ۱۱۱۶۹ | Alkon            | ۲۰ مارس ۱۹۹۸    |
| ۱۱۱۷۰ | 1998 FY34        | ۲۰ مارس ۱۹۹۸    |
| ۱۱۱۷۱ | 1998 FB42        | ۲۰ مارس ۱۹۹۸    |
| ۱۱۱۷۲ | 1998 FT54        | ۲۰ مارس ۱۹۹۸    |
| ۱۱۱۷۳ | Jayanderson      | ۲۰ مارس ۱۹۹۸    |
| ۱۱۱۷۴ | Carandrews       | ۲۰ مارس ۱۹۹۸    |
| ۱۱۱۷۵ | 1998 FY67        | ۲۰ مارس ۱۹۹۸    |
| ۱۱۱۷۶ | Batth            | ۲۰ مارس ۱۹۹۸    |
| ۱۱۱۷۷ | 1998 FH77        | ۲۴ مارس ۱۹۹۸    |
| ۱۱۱۷۸ | 1998 FR101       | ۳۱ مارس ۱۹۹۸    |
| ۱۱۱۷۹ | 1998 FB109       | ۳۱ مارس ۱۹۹۸    |
| ۱۱۱۸۰ | 1998 FU117       | ۳۱ مارس ۱۹۹۸    |
| ۱۱۱۸۱ | 1998 FG118       | ۳۱ مارس ۱۹۹۸    |
| ۱۱۱۸۲ | 1998 GM6         | ۲ آوریل ۱۹۹۸    |
| ۱۱۱۸۳ | 1998 GB7         | ۲ آوریل ۱۹۹۸    |
| ۱۱۱۸۴ | Postma           | ۱۸ آوریل ۱۹۹۸   |
| ۱۱۱۸۵ | 1998 HS100       | ۲۱ آوریل ۱۹۹۸   |
| ۱۱۱۸۶ | 1998 HC120       | ۲۳ آوریل ۱۹۹۸   |
| ۱۱۱۸۷ | Richoliver       | ۲۲ مه ۱۹۹۸      |
| ۱۱۱۸۸ | 1998 KD50        | ۲۳ مه ۱۹۹۸      |
| ۱۱۱۸۹ | Rabeaton         | ۱۷ اوت ۱۹۹۸     |
| ۱۱۱۹۰ | Jennibell        | ۱۴ سپتامبر ۱۹۹۸ |
| ۱۱۱۹۱ | Paskvic          | ۱۵ دسامبر ۱۹۹۸  |
| ۱۱۱۹۲ | 1998 XX49        | ۱۴ دسامبر ۱۹۹۸  |
| ۱۱۱۹۳ | Merida           | ۱۱ دسامبر ۱۹۹۸  |
| ۱۱۱۹۴ | Mirna            | ۱۶ دسامبر ۱۹۹۸  |
| ۱۱۱۹۵ | Woomera          | ۱۵ ژانویه ۱۹۹۹  |
| ۱۱۱۹۶ | Michanikos       | ۲۲ ژانویه ۱۹۹۹  |
| ۱۱۱۹۷ | Beranek          | ۱۰ فوریه ۱۹۹۹   |
| ۱۱۱۹۸ | 1999 CV40        | ۱۰ فوریه ۱۹۹۹   |
| ۱۱۱۹۹ | 1999 CC82        | ۱۲ فوریه ۱۹۹۹   |
| ۱۱۲۰۰ | 1999 CV121       | ۱۱ فوریه ۱۹۹۹   |
| ۱۱۲۰۱ | Talich           | ۱۳ مارس ۱۹۹۹    |
| ۱۱۲۰۲ | Teddunham        | ۲۲ مارس ۱۹۹۹    |
| ۱۱۲۰۳ | Danielbetten     | ۱۹ مارس ۱۹۹۹    |
| ۱۱۲۰۴ | 1999 FQ28        | ۱۹ مارس ۱۹۹۹    |
| ۱۱۲۰۵ | 1999 FY28        | ۱۹ مارس ۱۹۹۹    |
| ۱۱۲۰۶ | Bibee            | ۱۹ مارس ۱۹۹۹    |
| ۱۱۲۰۷ | Black            | ۲۰ مارس ۱۹۹۹    |
| ۱۱۲۰۸ | 1999 GT16        | ۱۵ آوریل ۱۹۹۹   |
| ۱۱۲۰۹ | 1999 GP18        | ۱۵ آوریل ۱۹۹۹   |
| ۱۱۲۱۰ | 1999 GP22        | ۶ آوریل ۱۹۹۹    |
| ۱۱۲۱۱ | 1999 GD24        | ۶ آوریل ۱۹۹۹    |
| ۱۱۲۱۲ | Tebbutt          | ۱۸ آوریل ۱۹۹۹   |
| ۱۱۲۱۳ | 1999 HF8         | ۱۶ آوریل ۱۹۹۹   |
| ۱۱۲۱۴ | 1999 HP8         | ۱۶ آوریل ۱۹۹۹   |
| ۱۱۲۱۵ | 1999 HN10        | ۱۷ آوریل ۱۹۹۹   |
| ۱۱۲۱۶ | 1999 JG1         | ۸ مه ۱۹۹۹       |
| ۱۱۲۱۷ | 1999 JC4         | ۱۰ مه ۱۹۹۹      |
| ۱۱۲۱۸ | 1999 JD20        | ۱۰ مه ۱۹۹۹      |
| ۱۱۲۱۹ | Benbohn          | ۱۰ مه ۱۹۹۹      |
| ۱۱۲۲۰ | 1999 JM25        | ۱۰ مه ۱۹۹۹      |
| ۱۱۲۲۱ | 1999 JO26        | ۱۰ مه ۱۹۹۹      |
| ۱۱۲۲۲ | 1999 JR27        | ۱۰ مه ۱۹۹۹      |
| ۱۱۲۲۳ | 1999 JC30        | ۱۰ مه ۱۹۹۹      |
| ۱۱۲۲۴ | 1999 JP32        | ۱۰ مه ۱۹۹۹      |
| ۱۱۲۲۵ | Borden           | ۱۰ مه ۱۹۹۹      |
| ۱۱۲۲۶ | 1999 JO36        | ۱۰ مه ۱۹۹۹      |
| ۱۱۲۲۷ | Ksenborisova     | ۱۰ مه ۱۹۹۹      |
| ۱۱۲۲۸ | Botnick          | ۱۰ مه ۱۹۹۹      |
| ۱۱۲۲۹ | Brookebowers     | ۱۰ مه ۱۹۹۹      |
| ۱۱۲۳۰ | 1999 JV57        | ۱۰ مه ۱۹۹۹      |
| ۱۱۲۳۱ | 1999 JF59        | ۱۰ مه ۱۹۹۹      |
| ۱۱۲۳۲ | 1999 JA77        | ۱۲ مه ۱۹۹۹      |
| ۱۱۲۳۳ | 1999 JA82        | ۱۲ مه ۱۹۹۹      |
| ۱۱۲۳۴ | 1999 JS82        | ۱۲ مه ۱۹۹۹      |
| ۱۱۲۳۵ | 1999 JP91        | ۱۲ مه ۱۹۹۹      |
| ۱۱۲۳۶ | 1999 KX14        | ۱۸ مه ۱۹۹۹      |
| ۱۱۲۳۷ | 1999 KE15        | ۱۸ مه ۱۹۹۹      |
| ۱۱۲۳۸ | Johanmaurits     | ۲۴ سپتامبر ۱۹۶۰ |
| ۱۱۲۳۹ | Marcgraf         | ۲۴ سپتامبر ۱۹۶۰ |
| ۱۱۲۴۰ | Piso             | ۲۴ سپتامبر ۱۹۶۰ |
| ۱۱۲۴۱ | Eckhout          | ۲۴ سپتامبر ۱۹۶۰ |
| ۱۱۲۴۲ | Franspost        | ۲۵ مارس ۱۹۷۱    |
| ۱۱۲۴۲ | Franspost        | T-۱             |
| ۱۱۲۴۴ | Andrekuipers     | ۲۹ سپتامبر ۱۹۷۳ |
| ۱۱۲۴۵ | Hansderijk       | ۱۶ اکتبر ۱۹۷۷   |
| ۱۱۲۴۶ | Orvillewright    | ۱۶ اکتبر ۱۹۷۷   |
| ۱۱۲۴۷ | Wilburwright     | ۱۶ اکتبر ۱۹۷۷   |
| ۱۱۲۴۸ | Bleriot          | ۱۶ اکتبر ۱۹۷۷   |
| ۱۱۲۴۹ | Etna             | ۲۴ مارس ۱۹۷۱    |
| ۱۱۲۴۹ | 1972 AU          | ۱۴ ژانویه ۱۹۷۲  |
| ۱۱۲۵۱ | Icarion          | ۲۰ سپتامبر ۱۹۷۳ |
| ۱۱۲۵۲ | Laertes          | ۱۹ سپتامبر ۱۹۷۳ |
| ۱۱۲۵۳ | Mesyats          | ۲۶ اکتبر ۱۹۷۶   |
| ۱۱۲۵۴ | Konkohekisui     | ۱۸ فوریه ۱۹۷۷   |
| ۱۱۲۵۵ | Fujiiekio        | ۱۸ فوریه ۱۹۷۷   |
| ۱۱۲۵۶ | Fuglesang        | ۲ سپتامبر ۱۹۷۸  |
| ۱۱۲۵۷ | Rodionta         | ۳ اکتبر ۱۹۷۸    |
| ۱۱۲۵۸ | Aoyama           | ۱ نوامبر ۱۹۷۸   |
| ۱۱۲۵۹ | 1978 VD3         | ۷ نوامبر ۱۹۷۸   |
| ۱۱۲۶۰ | 1978 VD9         | ۷ نوامبر ۱۹۷۸   |
| ۱۱۲۶۰ | 1978 XK          | ۶ دسامبر ۱۹۷۸   |
| ۱۱۲۶۲ | 1979 MP3         | ۲۵ ژوئن ۱۹۷۹    |
| ۱۱۲۶۲ | 1979 OA          | ۲۳ ژوئیه ۱۹۷۹   |
| ۱۱۲۶۴ | Claudiomaccone   | ۱۶ اکتبر ۱۹۷۹   |
| ۱۱۲۶۵ | 1981 EU34        | ۲ مارس ۱۹۸۱     |
| ۱۱۲۶۶ | 1981 ES41        | ۲ مارس ۱۹۸۱     |
| ۱۱۲۶۷ | 1981 UE28        | ۲۴ اکتبر ۱۹۸۱   |
| ۱۱۲۶۸ | Spassky          | ۲۲ اکتبر ۱۹۸۵   |
| ۱۱۲۶۹ | Knyr             | ۲۶ اوت ۱۹۸۷     |
| ۱۱۲۷۰ | 1988 EA2         | ۱۳ مارس ۱۹۸۸    |
| ۱۱۲۷۰ | 1988 KB          | ۱۹ مه ۱۹۸۸      |
| ۱۱۲۷۰ | 1988 RK          | ۸ سپتامبر ۱۹۸۸  |
| ۱۱۲۷۳ | 1988 RN11        | ۱۴ سپتامبر ۱۹۸۸ |
| ۱۱۲۷۴ | 1988 SX2         | ۱۶ سپتامبر ۱۹۸۸ |
| ۱۱۲۷۵ | 1988 SL3         | ۱۶ سپتامبر ۱۹۸۸ |
| ۱۱۲۷۶ | 1988 TM1         | ۱۳ اکتبر ۱۹۸۸   |
| ۱۱۲۷۷ | Ballard          | ۸ اکتبر ۱۹۸۸    |
| ۱۱۲۷۸ | Telesio          | ۲۶ سپتامبر ۱۹۸۹ |
| ۱۱۲۷۸ | 1989 TC          | ۱ اکتبر ۱۹۸۹    |
| ۱۱۲۸۰ | Sakurai          | ۹ اکتبر ۱۹۸۹    |
| ۱۱۲۸۱ | 1989 UM1         | ۲۸ اکتبر ۱۹۸۹   |
| ۱۱۲۸۲ | Hanakusa         | ۳۰ اکتبر ۱۹۸۹   |
| ۱۱۲۸۳ | 1989 UX4         | ۲۵ اکتبر ۱۹۸۹   |
| ۱۱۲۸۴ | Belenus          | ۲۱ ژانویه ۱۹۹۰  |
| ۱۱۲۸۵ | 1990 QU3         | ۲۲ اوت ۱۹۹۰     |
| ۱۱۲۸۶ | 1990 RO8         | ۱۵ سپتامبر ۱۹۹۰ |
| ۱۱۲۸۶ | 1990 SX          | ۱۶ سپتامبر ۱۹۹۰ |
| ۱۱۲۸۶ | 1990 XU          | ۱۰ دسامبر ۱۹۹۰  |
| ۱۱۲۸۹ | Frescobaldi      | ۲ اوت ۱۹۹۱      |
| ۱۱۲۹۰ | 1991 RA1         | ۱۰ سپتامبر ۱۹۹۱ |
| ۱۱۲۹۱ | 1991 RZ10        | ۱۰ سپتامبر ۱۹۹۱ |
| ۱۱۲۹۲ | Bunjisuzuki      | ۸ سپتامبر ۱۹۹۱  |
| ۱۱۲۹۲ | 1991 XL          | ۴ دسامبر ۱۹۹۱   |
| ۱۱۲۹۲ | 1992 CK          | ۴ فوریه ۱۹۹۲    |
| ۱۱۲۹۵ | 1992 EU28        | ۸ مارس ۱۹۹۲     |
| ۱۱۲۹۶ | Denzen           | ۲۴ مه ۱۹۹۲      |
| ۱۱۲۹۷ | 1992 PP6         | ۵ اوت ۱۹۹۲      |
| ۱۱۲۹۸ | Gide             | ۲ سپتامبر ۱۹۹۲  |
| ۱۱۲۹۹ | Annafreud        | ۲۲ سپتامبر ۱۹۹۲ |
| ۱۱۳۰۰ | 1992 WG2         | ۱۸ نوامبر ۱۹۹۲  |
| ۱۱۳۰۰ | 1992 XM          | ۱۴ دسامبر ۱۹۹۲  |
| ۱۱۳۰۲ | Rubicon          | ۲۷ ژانویه ۱۹۹۳  |
| ۱۱۳۰۳ | 1993 CA1         | ۱۴ فوریه ۱۹۹۳   |
| ۱۱۳۰۳ | 1993 DJ          | ۱۹ فوریه ۱۹۹۳   |
| ۱۱۳۰۵ | 1993 FS6         | ۱۷ مارس ۱۹۹۳    |
| ۱۱۳۰۶ | 1993 FF18        | ۱۷ مارس ۱۹۹۳    |
| ۱۱۳۰۷ | 1993 FA40        | ۱۹ مارس ۱۹۹۳    |
| ۱۱۳۰۸ | 1993 FF76        | ۲۱ مارس ۱۹۹۳    |
| ۱۱۳۰۹ | Malus            | ۱۵ اوت ۱۹۹۳     |
| ۱۱۳۱۰ | 1993 SB15        | ۱۹ سپتامبر ۱۹۹۳ |
| ۱۱۳۱۱ | Peleus           | ۱۰ دسامبر ۱۹۹۳  |
| ۱۱۳۱۲ | 1994 AR2         | ۱۴ ژانویه ۱۹۹۴  |
| ۱۱۳۱۳ | Kugelgen         | ۳ آوریل ۱۹۹۴    |
| ۱۱۳۱۴ | Charcot          | ۸ ژوئیه ۱۹۹۴    |
| ۱۱۳۱۵ | Salpetriere      | ۸ ژوئیه ۱۹۹۴    |
| ۱۱۳۱۶ | Fuchitatsuo      | ۵ اکتبر ۱۹۹۴    |
| ۱۱۳۱۷ | Hitoshi          | ۱۰ اکتبر ۱۹۹۴   |
| ۱۱۳۱۸ | 1994 XZ4         | ۴ دسامبر ۱۹۹۴   |
| ۱۱۳۱۸ | 1995 AZ          | ۶ ژانویه ۱۹۹۵   |
| ۱۱۳۱۸ | 1995 BY          | ۲۵ ژانویه ۱۹۹۵  |
| ۱۱۳۲۱ | Tosimatumoto     | ۲۱ فوریه ۱۹۹۵   |
| ۱۱۳۲۲ | Aquamarine       | ۲۳ اوت ۱۹۹۵     |
| ۱۱۳۲۳ | Nasu             | ۲۱ اوت ۱۹۹۵     |
| ۱۱۳۲۴ | Hayamizu         | ۳۰ اوت ۱۹۹۵     |
| ۱۱۳۲۵ | Slavicky         | ۱۷ سپتامبر ۱۹۹۵ |
| ۱۱۳۲۶ | Ladislavschmied  | ۱۷ سپتامبر ۱۹۹۵ |
| ۱۱۳۲۷ | 1995 SL2         | ۱۷ سپتامبر ۱۹۹۵ |
| ۱۱۳۲۸ | Mariotozzi       | ۱۹ اکتبر ۱۹۹۵   |
| ۱۱۳۲۹ | 1995 WJ2         | ۱۸ نوامبر ۱۹۹۵  |
| ۱۱۳۳۰ | 1995 WZ6         | ۱۸ نوامبر ۱۹۹۵  |
| ۱۱۳۳۱ | 1996 FO2         | ۱۷ مارس ۱۹۹۶    |
| ۱۱۳۳۲ | Jameswatt        | ۱۵ آوریل ۱۹۹۶   |
| ۱۱۳۳۳ | Forman           | ۲۰ آوریل ۱۹۹۶   |
| ۱۱۳۳۳ | Forman           | ۱۹۹۶            |
| ۱۱۳۳۵ | Santiago         | ۲۰ آوریل ۱۹۹۶   |
| ۱۱۳۳۶ | Piranesi         | ۱۴ ژوئیه ۱۹۹۶   |
| ۱۱۳۳۷ | Sandro           | ۱۰ اوت ۱۹۹۶     |
| ۱۱۳۳۸ | Schiele          | ۱۳ اکتبر ۱۹۹۶   |
| ۱۱۳۳۹ | Orlik            | ۱۳ نوامبر ۱۹۹۶  |
| ۱۱۳۴۰ | 1996 VN5         | ۱۴ نوامبر ۱۹۹۶  |
| ۱۱۳۴۱ | Babbage          | ۳ دسامبر ۱۹۹۶   |
| ۱۱۳۴۲ | 1996 XJ19        | ۸ دسامبر ۱۹۹۶   |
| ۱۱۳۴۳ | 1996 XP19        | ۸ دسامبر ۱۹۹۶   |
| ۱۱۳۴۴ | 1996 XH31        | ۱۴ دسامبر ۱۹۹۶  |
| ۱۱۳۴۴ | 1996 YM          | ۲۰ دسامبر ۱۹۹۶  |
| ۱۱۳۴۶ | 1997 AP14        | ۱۰ ژانویه ۱۹۹۷  |
| ۱۱۳۴۷ | 1997 AG21        | ۹ ژانویه ۱۹۹۷   |
| ۱۱۳۴۸ | Allegra          | ۳۰ ژانویه ۱۹۹۷  |
| ۱۱۳۴۹ | Witten           | ۳ مه ۱۹۹۷       |
| ۱۱۳۵۰ | Teresa           | ۲۹ اوت ۱۹۹۷     |
| ۱۱۳۵۱ | 1997 TS25        | ۱۲ اکتبر ۱۹۹۷   |
| ۱۱۳۵۲ | Koldewey         | ۲۸ نوامبر ۱۹۹۷  |
| ۱۱۳۵۳ | Guillaume        | ۵ دسامبر ۱۹۹۷   |
| ۱۱۳۵۴ | 1997 XY9         | ۵ دسامبر ۱۹۹۷   |
| ۱۱۳۵۵ | 1997 XL11        | ۱۵ دسامبر ۱۹۹۷  |
| ۱۱۳۵۶ | Chuckjones       | ۱۸ دسامبر ۱۹۹۷  |
| ۱۱۳۵۷ | 1997 YX2         | ۲۱ دسامبر ۱۹۹۷  |
| ۱۱۳۵۸ | 1997 YY5         | ۲۵ دسامبر ۱۹۹۷  |
| ۱۱۳۵۹ | Piteglio         | ۲۷ ژانویه ۱۹۹۸  |
| ۱۱۳۶۰ | Formigine        | ۲۴ فوریه ۱۹۹۸   |
| ۱۱۳۶۱ | Orbinskij        | ۲۸ فوریه ۱۹۹۸   |
| ۱۱۳۶۲ | 1998 EN9         | ۶ مارس ۱۹۹۸     |
| ۱۱۳۶۳ | Vives            | ۱ مارس ۱۹۹۸     |
| ۱۱۳۶۴ | Karlstejn        | ۲۳ مارس ۱۹۹۸    |
| ۱۱۳۶۵ | NASA             | ۲۳ مارس ۱۹۹۸    |
| ۱۱۳۶۶ | 1998 GL9         | ۲ آوریل ۱۹۹۸    |
| ۱۱۳۶۷ | 1998 HJ115       | ۲۳ آوریل ۱۹۹۸   |
| ۱۱۳۶۸ | 1998 HN115       | ۲۳ آوریل ۱۹۹۸   |
| ۱۱۳۶۹ | Brazelton        | ۱۷ اوت ۱۹۹۸     |
| ۱۱۳۷۰ | Nabrown          | ۱۷ اوت ۱۹۹۸     |
| ۱۱۳۷۱ | Camley           | ۱۷ اوت ۱۹۹۸     |
| ۱۱۳۷۲ | 1998 QP41        | ۱۷ اوت ۱۹۹۸     |
| ۱۱۳۷۳ | Carbonaro        | ۱۷ اوت ۱۹۹۸     |
| ۱۱۳۷۴ | Briantaylor      | ۲۳ اوت ۱۹۹۸     |
| ۱۱۳۷۵ | 1998 QB74        | ۲۴ اوت ۱۹۹۸     |
| ۱۱۳۷۶ | Taizomuta        | ۲۰ سپتامبر ۱۹۹۸ |
| ۱۱۳۷۷ | Nye              | ۱۷ سپتامبر ۱۹۹۸ |
| ۱۱۳۷۸ | Dauria           | ۱۷ سپتامبر ۱۹۹۸ |
| ۱۱۳۷۹ | Flaubert         | ۲۱ سپتامبر ۱۹۹۸ |
| ۱۱۳۸۰ | 1998 SK100       | ۲۶ سپتامبر ۱۹۹۸ |
| ۱۱۳۸۱ | 1998 SZ115       | ۲۶ سپتامبر ۱۹۹۸ |
| ۱۱۳۸۲ | 1998 SW127       | ۲۶ سپتامبر ۱۹۹۸ |
| ۱۱۳۸۳ | 1998 SD128       | ۲۶ سپتامبر ۱۹۹۸ |
| ۱۱۳۸۴ | Sartre           | ۱۸ سپتامبر ۱۹۹۸ |
| ۱۱۳۸۵ | Beauvoir         | ۲۰ سپتامبر ۱۹۹۸ |
| ۱۱۳۸۶ | 1998 TA18        | ۱۲ اکتبر ۱۹۹۸   |
| ۱۱۳۸۷ | 1998 UA37        | ۲۸ اکتبر ۱۹۹۸   |
| ۱۱۳۸۸ | 1998 VU4         | ۱۱ نوامبر ۱۹۹۸  |
| ۱۱۳۸۹ | 1998 VV5         | ۱۱ نوامبر ۱۹۹۸  |
| ۱۱۳۹۰ | 1998 VG15        | ۱۰ نوامبر ۱۹۹۸  |
| ۱۱۳۹۱ | 1998 VA35        | ۱۲ نوامبر ۱۹۹۸  |
| ۱۱۳۹۲ | 1998 WC3         | ۱۹ نوامبر ۱۹۹۸  |
| ۱۱۳۹۳ | 1998 XJ53        | ۱۴ دسامبر ۱۹۹۸  |
| ۱۱۳۹۴ | 1998 XL77        | ۱۵ دسامبر ۱۹۹۸  |
| ۱۱۳۹۵ | 1998 XN77        | ۱۵ دسامبر ۱۹۹۸  |
| ۱۱۳۹۶ | 1998 XZ77        | ۱۵ دسامبر ۱۹۹۸  |
| ۱۱۳۹۷ | 1998 XX93        | ۱۵ دسامبر ۱۹۹۸  |
| ۱۱۳۹۸ | 1998 YP11        | ۲۳ دسامبر ۱۹۹۸  |
| ۱۱۳۹۹ | 1999 AR3         | ۱۰ ژانویه ۱۹۹۹  |
| ۱۱۴۰۰ | Rasa             | ۱۵ ژانویه ۱۹۹۹  |
| ۱۱۴۰۱ | Pierralba        | ۱۵ ژانویه ۱۹۹۹  |
| ۱۱۴۰۱ | 1999 BD          | ۱۶ ژانویه ۱۹۹۹  |
| ۱۱۴۰۱ | 1999 BW          | ۱۶ ژانویه ۱۹۹۹  |
| ۱۱۴۰۴ | Wittig           | ۱۹ ژانویه ۱۹۹۹  |
| ۱۱۴۰۵ | 1999 CV3         | ۱۰ فوریه ۱۹۹۹   |
| ۱۱۴۰۶ | Ucciocontin      | ۱۵ فوریه ۱۹۹۹   |
| ۱۱۴۰۷ | 1999 CV50        | ۱۰ فوریه ۱۹۹۹   |
| ۱۱۴۰۸ | Zahradnik        | ۱۳ مارس ۱۹۹۹    |
| ۱۱۴۰۹ | Horkheimer       | ۱۹ مارس ۱۹۹۹    |
| ۱۱۴۱۰ | 1999 FU34        | ۱۹ مارس ۱۹۹۹    |
| ۱۱۴۱۱ | 1999 HK1         | ۱۶ آوریل ۱۹۹۹   |
| ۱۱۴۱۲ | 1999 JE19        | ۱۰ مه ۱۹۹۹      |
| ۱۱۴۱۳ | Catanach         | ۱۰ مه ۱۹۹۹      |
| ۱۱۴۱۴ | Allanchu         | ۱۰ مه ۱۹۹۹      |
| ۱۱۴۱۵ | 1999 JG81        | ۱۴ مه ۱۹۹۹      |
| ۱۱۴۱۶ | 1999 JK96        | ۱۲ مه ۱۹۹۹      |
| ۱۱۴۱۷ | Chughtai         | ۱۳ مه ۱۹۹۹      |
| ۱۱۴۱۸ | 1999 JN118       | ۱۳ مه ۱۹۹۹      |
| ۱۱۴۱۹ | Donjohnson       | ۱۶ مه ۱۹۹۹      |
| ۱۱۴۲۰ | 1999 KR14        | ۱۸ مه ۱۹۹۹      |
| ۱۱۴۲۱ | Cardano          | ۱۰ ژوئن ۱۹۹۹    |
| ۱۱۴۲۲ | Alilienthal      | ۱۰ ژوئن ۱۹۹۹    |
| ۱۱۴۲۳ | Cronin           | ۹ ژوئن ۱۹۹۹     |
| ۱۱۴۲۴ | 1999 LZ24        | ۹ ژوئن ۱۹۹۹     |
| ۱۱۴۲۵ | Wearydunlop      | ۱۸ ژوئن ۱۹۹۹    |
| ۱۱۴۲۶ | Molster          | ۲۴ سپتامبر ۱۹۶۰ |
| ۱۱۴۲۷ | Willemkolff      | ۲۴ سپتامبر ۱۹۶۰ |
| ۱۱۴۲۸ | Alcinoos         | ۲۴ سپتامبر ۱۹۶۰ |
| ۱۱۴۲۹ | Demodokus        | ۲۴ سپتامبر ۱۹۶۰ |
| ۱۱۴۳۰ | Lodewijkberg     | ۱۷ اکتبر ۱۹۶۰   |
| ۱۱۴۳۱ | Karelbosscha     | ۱۳ مه ۱۹۷۱      |
| ۱۱۴۳۲ | Kerkhoven        | ۲۹ سپتامبر ۱۹۷۳ |
| ۱۱۴۳۳ | Gemmafrisius     | ۱۶ اکتبر ۱۹۷۷   |
| ۱۱۴۳۴ | 1931 TC2         | ۱۰ اکتبر ۱۹۳۱   |
| ۱۱۴۳۴ | 1931 UB          | ۱۷ اکتبر ۱۹۳۱   |
| ۱۱۴۳۴ | 1969 QR          | ۲۲ اوت ۱۹۶۹     |
| ۱۱۴۳۷ | Cardalda         | ۱۶ سپتامبر ۱۹۷۱ |
| ۱۱۴۳۸ | Zeldovich        | ۲۹ اوت ۱۹۷۳     |
| ۱۱۴۳۸ | 1974 XW          | ۱۴ دسامبر ۱۹۷۴  |
| ۱۱۴۴۰ | 1975 SC2         | ۳۰ سپتامبر ۱۹۷۵ |
| ۱۱۴۴۰ | 1975 YD          | ۳۱ دسامبر ۱۹۷۵  |
| ۱۱۴۴۲ | Seijin-Sanso     | ۲۲ اکتبر ۱۹۷۶   |
| ۱۱۴۴۲ | 1977 CP          | ۱۱ فوریه ۱۹۷۷   |
| ۱۱۴۴۴ | Peshekhonov      | ۳۱ اوت ۱۹۷۸     |
| ۱۱۴۴۵ | Fedotov          | ۲۶ سپتامبر ۱۹۷۸ |
| ۱۱۴۴۶ | Betankur         | ۹ اکتبر ۱۹۷۸    |
| ۱۱۴۴۷ | 1978 UL4         | ۲۷ اکتبر ۱۹۷۸   |
| ۱۱۴۴۸ | 1979 MB6         | ۲۵ ژوئن ۱۹۷۹    |
| ۱۱۴۴۹ | Stephwerner      | ۲۲ اوت ۱۹۷۹     |
| ۱۱۴۵۰ | Shearer          | ۲۲ اوت ۱۹۷۹     |
| ۱۱۴۵۱ | Aarongolden      | ۲۲ اوت ۱۹۷۹     |
| ۱۱۴۵۱ | 1980 KE          | ۲۲ مه ۱۹۸۰      |
| ۱۱۴۵۳ | 1981 DS1         | ۲۸ فوریه ۱۹۸۱   |
| ۱۱۴۵۴ | 1981 DT2         | ۲۸ فوریه ۱۹۸۱   |
| ۱۱۴۵۵ | 1981 EN4         | ۲ مارس ۱۹۸۱     |
| ۱۱۴۵۶ | 1981 EK9         | ۱ مارس ۱۹۸۱     |
| ۱۱۴۵۷ | 1981 EF12        | ۱ مارس ۱۹۸۱     |
| ۱۱۴۵۸ | 1981 EV12        | ۱ مارس ۱۹۸۱     |
| ۱۱۴۵۹ | 1981 ET13        | ۱ مارس ۱۹۸۱     |
| ۱۱۴۶۰ | 1981 EZ15        | ۱ مارس ۱۹۸۱     |
| ۱۱۴۶۱ | 1981 EM18        | ۲ مارس ۱۹۸۱     |
| ۱۱۴۶۲ | 1981 ES23        | ۳ مارس ۱۹۸۱     |
| ۱۱۴۶۳ | 1981 EN24        | ۲ مارس ۱۹۸۱     |
| ۱۱۴۶۴ | 1981 EL28        | ۶ مارس ۱۹۸۱     |
| ۱۱۴۶۵ | 1981 EP30        | ۲ مارس ۱۹۸۱     |
| ۱۱۴۶۶ | 1981 EL33        | ۱ مارس ۱۹۸۱     |
| ۱۱۴۶۷ | 1981 EA36        | ۳ مارس ۱۹۸۱     |
| ۱۱۴۶۸ | 1981 EU42        | ۲ مارس ۱۹۸۱     |
| ۱۱۴۶۹ | 1981 EZ42        | ۲ مارس ۱۹۸۱     |
| ۱۱۴۷۰ | 1981 EE47        | ۲ مارس ۱۹۸۱     |
| ۱۱۴۷۱ | 1981 EH48        | ۶ مارس ۱۹۸۱     |
| ۱۱۴۷۲ | 1981 SE9         | ۲۴ سپتامبر ۱۹۸۱ |
| ۱۱۴۷۳ | Barbaresco       | ۲۲ سپتامبر ۱۹۸۲ |
| ۱۱۴۷۴ | 1982 SM2         | ۱۸ سپتامبر ۱۹۸۲ |
| ۱۱۴۷۴ | 1982 VL          | ۱۱ نوامبر ۱۹۸۲  |
| ۱۱۴۷۶ | 1984 HH1         | ۲۳ آوریل ۱۹۸۴   |
| ۱۱۴۷۷ | 1984 SY1         | ۲۹ سپتامبر ۱۹۸۴ |
| ۱۱۴۷۷ | 1985 CD          | ۱۴ فوریه ۱۹۸۵   |
| ۱۱۴۷۹ | 1986 EP5         | ۶ مارس ۱۹۸۶     |
| ۱۱۴۷۹ | 1986             | RW۵             |
| ۱۱۴۸۱ | Znannya          | ۲۲ نوامبر ۱۹۸۷  |
| ۱۱۴۸۱ | 1988 BW          | ۲۵ ژانویه ۱۹۸۸  |
| ۱۱۴۸۳ | 1988 BC4         | ۱۹ ژانویه ۱۹۸۸  |
| ۱۱۴۸۴ | Daudet           | ۱۷ فوریه ۱۹۸۸   |
| ۱۱۴۸۵ | Zinzendorf       | ۸ سپتامبر ۱۹۸۸  |
| ۱۱۴۸۶ | 1988 RE6         | ۵ سپتامبر ۱۹۸۸  |
| ۱۱۴۸۷ | 1988 RG10        | ۱۴ سپتامبر ۱۹۸۸ |
| ۱۱۴۸۸ | 1988 RM11        | ۱۴ سپتامبر ۱۹۸۸ |
| ۱۱۴۸۸ | 1988 SN          | ۲۲ سپتامبر ۱۹۸۸ |
| ۱۱۴۸۸ | 1988 TE          | ۳ اکتبر ۱۹۸۸    |
| ۱۱۴۹۱ | 1988 VT2         | ۸ نوامبر ۱۹۸۸   |
| ۱۱۴۹۲ | Shimose          | ۱۳ نوامبر ۱۹۸۸  |
| ۱۱۴۹۳ | 1988 VN5         | ۴ نوامبر ۱۹۸۸   |
| ۱۱۴۹۴ | Hibiki           | ۲ نوامبر ۱۹۸۸   |
| ۱۱۴۹۵ | Fukunaga         | ۳ دسامبر ۱۹۸۸   |
| ۱۱۴۹۶ | Grass            | ۱۰ ژانویه ۱۹۸۹  |
| ۱۱۴۹۷ | 1989 CG1         | ۶ فوریه ۱۹۸۹    |
| ۱۱۴۹۸ | Julgeerts        | ۳ آوریل ۱۹۸۹    |
| ۱۱۴۹۹ | Duras            | ۲ سپتامبر ۱۹۸۹  |
| ۱۱۵۰۰ | Tomaiyowit       | ۲۸ اکتبر ۱۹۸۹   |
| ۱۱۵۰۱ | 1989 UU3         | ۲۹ اکتبر ۱۹۸۹   |
| ۱۱۵۰۲ | 1989 WU2         | ۲۱ نوامبر ۱۹۸۹  |
| ۱۱۵۰۲ | 1990 BF          | ۲۱ ژانویه ۱۹۹۰  |
| ۱۱۵۰۴ | Kazo             | ۲۱ ژانویه ۱۹۹۰  |
| ۱۱۵۰۵ | 1990 DW2         | ۲۴ فوریه ۱۹۹۰   |
| ۱۱۵۰۶ | Toulouse-Lautrec | ۲ مارس ۱۹۹۰     |
| ۱۱۵۰۷ | Danpascu         | ۲۰ ژوئیه ۱۹۹۰   |
| ۱۱۵۰۸ | Stolte           | ۱۲ اکتبر ۱۹۹۰   |
| ۱۱۵۰۹ | Thersilochos     | ۱۵ نوامبر ۱۹۹۰  |
| ۱۱۵۱۰ | Borges           | ۱۱ نوامبر ۱۹۹۰  |
| ۱۱۵۱۱ | 1990 WK2         | ۱۸ نوامبر ۱۹۹۰  |
| ۱۱۵۱۲ | 1991 AB2         | ۱۱ ژانویه ۱۹۹۱  |
| ۱۱۵۱۳ | 1991 CE1         | ۱۲ فوریه ۱۹۹۱   |
| ۱۱۵۱۴ | Tsunenaga        | ۱۳ فوریه ۱۹۹۱   |
| ۱۱۵۱۵ | Oshijyo          | ۱۲ فوریه ۱۹۹۱   |
| ۱۱۵۱۶ | Arthurpage       | ۶ مارس ۱۹۹۱     |
| ۱۱۵۱۷ | 1991 EA4         | ۱۲ مارس ۱۹۹۱    |
| ۱۱۵۱۸ | Jung             | ۸ آوریل ۱۹۹۱    |
| ۱۱۵۱۹ | Adler            | ۸ آوریل ۱۹۹۱    |
| ۱۱۵۲۰ | Fromm            | ۸ آوریل ۱۹۹۱    |
| ۱۱۵۲۱ | Erikson          | ۱۰ آوریل ۱۹۹۱   |
| ۱۱۵۲۱ | 1991 JF          | ۳ مه ۱۹۹۱       |
| ۱۱۵۲۳ | 1991 PK1         | ۱۵ اوت ۱۹۹۱     |
| ۱۱۵۲۴ | Pleyel           | ۲ اوت ۱۹۹۱      |
| ۱۱۵۲۵ | 1991 RE25        | ۱۱ سپتامبر ۱۹۹۱ |
| ۱۱۵۲۶ | 1991 UL3         | ۳۱ اکتبر ۱۹۹۱   |
| ۱۱۵۲۷ | 1991 VU4         | ۵ نوامبر ۱۹۹۱   |
| ۱۱۵۲۸ | Mie              | ۳ دسامبر ۱۹۹۱   |
| ۱۱۵۲۹ | 1992 BJ1         | ۲۸ ژانویه ۱۹۹۲  |
| ۱۱۵۳۰ | d'Indy           | ۲ فوریه ۱۹۹۲    |
| ۱۱۵۳۱ | 1992 DL7         | ۲۹ فوریه ۱۹۹۲   |
| ۱۱۵۳۲ | 1992 ER4         | ۱ مارس ۱۹۹۲     |
| ۱۱۵۳۳ | 1992 EG6         | ۱ مارس ۱۹۹۲     |
| ۱۱۵۳۴ | 1992 EB16        | ۱ مارس ۱۹۹۲     |
| ۱۱۵۳۵ | 1992 EQ27        | ۴ مارس ۱۹۹۲     |
| ۱۱۵۳۵ | 1992 FZ          | ۲۶ مارس ۱۹۹۲    |
| ۱۱۵۳۷ | Guericke         | ۲۹ آوریل ۱۹۹۲   |
| ۱۱۵۳۸ | 1992 OJ8         | ۲۲ ژوئیه ۱۹۹۲   |
| ۱۱۵۳۹ | 1992 PQ2         | ۲ اوت ۱۹۹۲      |
| ۱۱۵۴۰ | 1992 PV3         | ۵ اوت ۱۹۹۲      |
| ۱۱۵۴۱ | 1992 SY14        | ۲۸ سپتامبر ۱۹۹۲ |
| ۱۱۵۴۲ | 1992 SU21        | ۲۲ سپتامبر ۱۹۹۲ |
| ۱۱۵۴۳ | 1992 UN2         | ۲۵ اکتبر ۱۹۹۲   |
| ۱۱۵۴۴ | 1992 UD3         | ۲۶ اکتبر ۱۹۹۲   |
| ۱۱۵۴۵ | Hashimoto        | ۲۶ اکتبر ۱۹۹۲   |
| ۱۱۵۴۶ | 1992 UM6         | ۲۸ اکتبر ۱۹۹۲   |
| ۱۱۵۴۷ | Griesser         | ۳۱ اکتبر ۱۹۹۲   |
| ۱۱۵۴۸ | Jerrylewis       | ۲۵ نوامبر ۱۹۹۲  |
| ۱۱۵۴۸ | 1992 YY          | ۲۵ دسامبر ۱۹۹۲  |
| ۱۱۵۴۸ | 1993 BN          | ۲۰ ژانویه ۱۹۹۳  |
| ۱۱۵۵۱ | 1993 BR3         | ۲۱ ژانویه ۱۹۹۳  |
| ۱۱۵۵۲ | Boucolion        | ۲۷ ژانویه ۱۹۹۳  |
| ۱۱۵۵۳ | 1993 BD6         | ۲۷ ژانویه ۱۹۹۳  |
| ۱۱۵۵۴ | Asios            | ۲۲ ژانویه ۱۹۹۳  |
| ۱۱۵۵۵ | 1993 CR1         | ۱۵ فوریه ۱۹۹۳   |
| ۱۱۵۵۵ | 1993 DV          | ۲۱ فوریه ۱۹۹۳   |
| ۱۱۵۵۷ | 1993 FO8         | ۱۷ مارس ۱۹۹۳    |
| ۱۱۵۵۸ | 1993 FY8         | ۱۷ مارس ۱۹۹۳    |
| ۱۱۵۵۹ | 1993 FS23        | ۲۱ مارس ۱۹۹۳    |
| ۱۱۵۶۰ | 1993 FU24        | ۲۱ مارس ۱۹۹۳    |
| ۱۱۵۶۱ | 1993 FZ24        | ۲۱ مارس ۱۹۹۳    |
| ۱۱۵۶۲ | 1993 FU33        | ۱۹ مارس ۱۹۹۳    |
| ۱۱۵۶۳ | 1993 FO36        | ۱۹ مارس ۱۹۹۳    |
| ۱۱۵۶۴ | 1993 FU41        | ۱۹ مارس ۱۹۹۳    |
| ۱۱۵۶۵ | 1993 FD51        | ۱۹ مارس ۱۹۹۳    |
| ۱۱۵۶۶ | 1993 FU51        | ۱۷ مارس ۱۹۹۳    |
| ۱۱۵۶۷ | 1993 FF82        | ۱۹ مارس ۱۹۹۳    |
| ۱۱۵۶۷ | 1993 GL          | ۱۴ آوریل ۱۹۹۳   |
| ۱۱۵۶۹ | Virgilsmith      | ۲۷ مه ۱۹۹۳      |
| ۱۱۵۶۹ | 1993 LE          | ۱۴ ژوئن ۱۹۹۳    |
| ۱۱۵۷۱ | Daens            | ۲۰ ژوئیه ۱۹۹۳   |
| ۱۱۵۷۲ | Schindler        | ۱۵ سپتامبر ۱۹۹۳ |
| ۱۱۵۷۳ | Helmholtz        | ۲۰ سپتامبر ۱۹۹۳ |
| ۱۱۵۷۴ | d'Alviella       | ۱۶ ژانویه ۱۹۹۴  |
| ۱۱۵۷۵ | 1994 BN4         | ۳۱ ژانویه ۱۹۹۴  |
| ۱۱۵۷۵ | 1994 CL          | ۳ فوریه ۱۹۹۴    |
| ۱۱۵۷۷ | Einasto          | ۸ فوریه ۱۹۹۴    |
| ۱۱۵۷۷ | 1994 EB          | ۴ مارس ۱۹۹۴     |
| ۱۱۵۷۹ | Tsujitsuka       | ۶ مه ۱۹۹۴       |
| ۱۱۵۸۰ | Bautzen          | ۳ مه ۱۹۹۴       |
| ۱۱۵۸۱ | Philipdejager    | ۱۰ اوت ۱۹۹۴     |
| ۱۱۵۸۲ | Bleuler          | ۱۰ اوت ۱۹۹۴     |
| ۱۱۵۸۳ | Breuer           | ۱۲ اوت ۱۹۹۴     |
| ۱۱۵۸۴ | Ferenczi         | ۱۰ اوت ۱۹۹۴     |
| ۱۱۵۸۵ | Orlandelassus    | ۳ سپتامبر ۱۹۹۴  |
| ۱۱۵۸۶ | 1994 UA2         | ۳۱ اکتبر ۱۹۹۴   |
| ۱۱۵۸۷ | 1994 UH2         | ۳۱ اکتبر ۱۹۹۴   |
| ۱۱۵۸۸ | Gottfriedkeller  | ۲۸ اکتبر ۱۹۹۴   |
| ۱۱۵۸۸ | 1994 WG          | ۲۵ نوامبر ۱۹۹۴  |
| ۱۱۵۹۰ | 1994 WH3         | ۲۸ نوامبر ۱۹۹۴  |
| ۱۱۵۹۰ | 1995 FV          | ۲۸ مارس ۱۹۹۵    |
| ۱۱۵۹۲ | Clintkelly       | ۲۳ مارس ۱۹۹۵    |
| ۱۱۵۹۳ | Uchikawa         | ۲۰ آوریل ۱۹۹۵   |
| ۱۱۵۹۳ | 1995 HP          | ۲۷ آوریل ۱۹۹۵   |
| ۱۱۵۹۵ | Monsummano       | ۲۳ مه ۱۹۹۵      |
| ۱۱۵۹۶ | 1995 KA1         | ۲۶ مه ۱۹۹۵      |
| ۱۱۵۹۷ | 1995 KL1         | ۳۱ مه ۱۹۹۵      |
| ۱۱۵۹۸ | Kubik            | ۲۲ ژوئیه ۱۹۹۵   |
| ۱۱۵۹۸ | 1995 QR          | ۱۶ اوت ۱۹۹۵     |
| ۱۱۶۰۰ | Cipolla          | ۲۶ سپتامبر ۱۹۹۵ |
| ۱۱۶۰۱ | 1995 SE4         | ۲۸ سپتامبر ۱۹۹۵ |
| ۱۱۶۰۲ | Miryang          | ۲۸ سپتامبر ۱۹۹۵ |
| ۱۱۶۰۲ | 1995 TF          | ۵ اکتبر ۱۹۹۵    |
| ۱۱۶۰۴ | Novigrad         | ۲۱ اکتبر ۱۹۹۵   |
| ۱۱۶۰۵ | Ranfagni         | ۱۹ اکتبر ۱۹۹۵   |
| ۱۱۶۰۶ | Almary           | ۱۹ اکتبر ۱۹۹۵   |
| ۱۱۶۰۷ | 1995 WX1         | ۱۶ نوامبر ۱۹۹۵  |
| ۱۱۶۰۸ | 1995 WU4         | ۱۸ نوامبر ۱۹۹۵  |
| ۱۱۶۰۸ | 1995 XT          | ۱۲ دسامبر ۱۹۹۵  |
| ۱۱۶۱۰ | 1995 XJ1         | ۱۵ دسامبر ۱۹۹۵  |
| ۱۱۶۱۰ | 1995 YQ          | ۱۸ دسامبر ۱۹۹۵  |
| ۱۱۶۱۲ | Obu              | ۲۱ دسامبر ۱۹۹۵  |
| ۱۱۶۱۳ | 1995 YN4         | ۲۳ دسامبر ۱۹۹۵  |
| ۱۱۶۱۴ | Istropolitana    | ۱۴ ژانویه ۱۹۹۶  |
| ۱۱۶۱۵ | Naoya            | ۱۳ ژانویه ۱۹۹۶  |
| ۱۱۶۱۶ | 1996 BQ2         | ۲۶ ژانویه ۱۹۹۶  |
| ۱۱۶۱۷ | 1996 CL2         | ۱۲ فوریه ۱۹۹۶   |
| ۱۱۶۱۸ | 1996 EX1         | ۱۵ مارس ۱۹۹۶    |
| ۱۱۶۱۹ | 1996 GG17        | ۱۳ آوریل ۱۹۹۶   |
| ۱۱۶۲۰ | 1996 OE2         | ۲۳ ژوئیه ۱۹۹۶   |
| ۱۱۶۲۱ | Duccio           | ۱۵ اوت ۱۹۹۶     |
| ۱۱۶۲۲ | Samuele          | ۹ سپتامبر ۱۹۹۶  |
| ۱۱۶۲۳ | Kagekatu         | ۸ اکتبر ۱۹۹۶    |
| ۱۱۶۲۳ | 1996 UF          | ۱۶ اکتبر ۱۹۹۶   |
| ۱۱۶۲۵ | Francelinda      | ۲۰ اکتبر ۱۹۹۶   |
| ۱۱۶۲۵ | Francelinda      | VW۲             |
| ۱۱۶۲۷ | 1996 VT4         | ۱۳ نوامبر ۱۹۹۶  |
| ۱۱۶۲۸ | Katuhikoikeda    | ۱۳ نوامبر ۱۹۹۶  |
| ۱۱۶۲۹ | 1996 VY29        | ۷ نوامبر ۱۹۹۶   |
| ۱۱۶۳۰ | 1996 VY38        | ۷ نوامبر ۱۹۹۶   |
| ۱۱۶۳۱ | 1996 XV1         | ۲ دسامبر ۱۹۹۶   |
| ۱۱۶۳۲ | 1996 XB3         | ۳ دسامبر ۱۹۹۶   |
| ۱۱۶۳۳ | 1996 XG9         | ۲ دسامبر ۱۹۹۶   |
| ۱۱۶۳۴ | 1996 XU30        | ۱۲ دسامبر ۱۹۹۶  |
| ۱۱۶۳۵ | 1996 XQ32        | ۶ دسامبر ۱۹۹۶   |
| ۱۱۶۳۶ | Pezinok          | ۲۷ دسامبر ۱۹۹۶  |
| ۱۱۶۳۷ | Yangjiachi       | ۲۴ دسامبر ۱۹۹۶  |
| ۱۱۶۳۷ | 1997 AH          | ۲ ژانویه ۱۹۹۷   |
| ۱۱۶۳۹ | 1997 AO4         | ۶ ژانویه ۱۹۹۷   |
| ۱۱۶۴۰ | 1997 AT4         | ۶ ژانویه ۱۹۹۷   |
| ۱۱۶۴۱ | 1997 AP12        | ۷ ژانویه ۱۹۹۷   |
| ۱۱۶۴۲ | 1997 AN21        | ۱۳ ژانویه ۱۹۹۷  |
| ۱۱۶۴۳ | 1997 AM22        | ۸ ژانویه ۱۹۹۷   |
| ۱۱۶۴۴ | 1997 BR1         | ۲۹ ژانویه ۱۹۹۷  |
| ۱۱۶۴۵ | 1997 BY1         | ۲۹ ژانویه ۱۹۹۷  |
| ۱۱۶۴۶ | 1997 BZ1         | ۲۹ ژانویه ۱۹۹۷  |
| ۱۱۶۴۷ | 1997 BN3         | ۳۱ ژانویه ۱۹۹۷  |
| ۱۱۶۴۸ | 1997 BT3         | ۳۱ ژانویه ۱۹۹۷  |
| ۱۱۶۴۹ | 1997 BR6         | ۲۹ ژانویه ۱۹۹۷  |
| ۱۱۶۴۹ | 1997 CN          | ۱ فوریه ۱۹۹۷    |
| ۱۱۶۴۹ | 1997 CY          | ۱ فوریه ۱۹۹۷    |
| ۱۱۶۵۲ | Johnbrownlee     | ۷ فوریه ۱۹۹۷    |
| ۱۱۶۵۳ | 1997 CA20        | ۱۲ فوریه ۱۹۹۷   |
| ۱۱۶۵۴ | 1997 CD20        | ۱۲ فوریه ۱۹۹۷   |
| ۱۱۶۵۵ | 1997 CC29        | ۷ فوریه ۱۹۹۷    |
| ۱۱۶۵۶ | Lipno            | ۶ مارس ۱۹۹۷     |
| ۱۱۶۵۷ | Antonhajduk      | ۵ مارس ۱۹۹۷     |
| ۱۱۶۵۸ | 1997 EQ17        | ۱ مارس ۱۹۹۷     |
| ۱۱۶۵۹ | 1997 EX41        | ۱۰ مارس ۱۹۹۷    |
| ۱۱۶۶۰ | 1997 FL2         | ۳۱ مارس ۱۹۹۷    |
| ۱۱۶۶۱ | 1997 FK4         | ۳۱ مارس ۱۹۹۷    |
| ۱۱۶۶۲ | 1997 GL23        | ۶ آوریل ۱۹۹۷    |
| ۱۱۶۶۳ | 1997 GO24        | ۷ آوریل ۱۹۹۷    |
| ۱۱۶۶۴ | Kashiwagi        | ۴ آوریل ۱۹۹۷    |
| ۱۱۶۶۵ | Dirichlet        | ۱۴ آوریل ۱۹۹۷   |
| ۱۱۶۶۶ | Bracker          | ۲۹ ژوئن ۱۹۹۷    |
| ۱۱۶۶۷ | Testa            | ۱۹ اکتبر ۱۹۹۷   |
| ۱۱۶۶۸ | Balios           | ۳ نوامبر ۱۹۹۷   |
| ۱۱۶۶۹ | Pascalscholl     | ۷ دسامبر ۱۹۹۷   |
| ۱۱۶۷۰ | Fountain         | ۶ ژانویه ۱۹۹۸   |
| ۱۱۶۷۱ | 1998 BG4         | ۲۱ ژانویه ۱۹۹۸  |
| ۱۱۶۷۲ | Cuney            | ۲۴ ژانویه ۱۹۹۸  |
| ۱۱۶۷۳ | Baur             | ۲۶ ژانویه ۱۹۹۸  |
| ۱۱۶۷۴ | 1998 BN25        | ۲۸ ژانویه ۱۹۹۸  |
| ۱۱۶۷۵ | Billboyle        | ۱۵ فوریه ۱۹۹۸   |
| ۱۱۶۷۶ | 1998 CQ2         | ۶ فوریه ۱۹۹۸    |
| ۱۱۶۷۷ | 1998 DY4         | ۲۲ فوریه ۱۹۹۸   |
| ۱۱۶۷۸ | Brevard          | ۲۵ فوریه ۱۹۹۸   |
| ۱۱۶۷۹ | Brucebaker       | ۲۵ فوریه ۱۹۹۸   |
| ۱۱۶۸۰ | 1998 DT11        | ۲۴ فوریه ۱۹۹۸   |
| ۱۱۶۸۱ | Ortner           | ۱ مارس ۱۹۹۸     |
| ۱۱۶۸۲ | Shiwaku          | ۳ مارس ۱۹۹۸     |
| ۱۱۶۸۳ | 1998 FO11        | ۲۲ مارس ۱۹۹۸    |
| ۱۱۶۸۴ | 1998 FY11        | ۲۴ مارس ۱۹۹۸    |
| ۱۱۶۸۵ | Adamcurry        | ۲۰ مارس ۱۹۹۸    |
| ۱۱۶۸۶ | 1998 FU36        | ۲۰ مارس ۱۹۹۸    |
| ۱۱۶۸۷ | 1998 FM40        | ۲۰ مارس ۱۹۹۸    |
| ۱۱۶۸۸ | Amandugan        | ۲۰ مارس ۱۹۹۸    |
| ۱۱۶۸۹ | 1998 FA56        | ۲۰ مارس ۱۹۹۸    |
| ۱۱۶۹۰ | Carodulaney      | ۲۰ مارس ۱۹۹۸    |
| ۱۱۶۹۱ | Easterwood       | ۲۰ مارس ۱۹۹۸    |
| ۱۱۶۹۲ | 1998 FV67        | ۲۰ مارس ۱۹۹۸    |
| ۱۱۶۹۳ | Grantelliott     | ۲۰ مارس ۱۹۹۸    |
| ۱۱۶۹۴ | Esterhuysen      | ۲۰ مارس ۱۹۹۸    |
| ۱۱۶۹۵ | Mattei           | ۲۲ مارس ۱۹۹۸    |
| ۱۱۶۹۶ | Capen            | ۲۲ مارس ۱۹۹۸    |
| ۱۱۶۹۷ | Estrella         | ۳۱ مارس ۱۹۹۸    |
| ۱۱۶۹۸ | Fichtelman       | ۳۱ مارس ۱۹۹۸    |
| ۱۱۶۹۹ | 1998 FL105       | ۳۱ مارس ۱۹۹۸    |
| ۱۱۷۰۰ | 1998 FT115       | ۳۱ مارس ۱۹۹۸    |
| ۱۱۷۰۱ | 1998 FY116       | ۳۱ مارس ۱۹۹۸    |
| ۱۱۷۰۲ | Mifischer        | ۳۱ مارس ۱۹۹۸    |
| ۱۱۷۰۳ | Glassman         | ۲۰ مارس ۱۹۹۸    |
| ۱۱۷۰۴ | Gorin            | ۲۲ مارس ۱۹۹۸    |
| ۱۱۷۰۵ | 1998 GN7         | ۲ آوریل ۱۹۹۸    |
| ۱۱۷۰۶ | Rijeka           | ۲۰ آوریل ۱۹۹۸   |
| ۱۱۷۰۷ | Grigery          | ۱۸ آوریل ۱۹۹۸   |
| ۱۱۷۰۸ | 1998 HT19        | ۱۸ آوریل ۱۹۹۸   |
| ۱۱۷۰۹ | Eudoxos          | ۲۷ آوریل ۱۹۹۸   |
| ۱۱۷۱۰ | Nataliehale      | ۲۰ آوریل ۱۹۹۸   |
| ۱۱۷۱۱ | Urquiza          | ۲۵ آوریل ۱۹۹۸   |
| ۱۱۷۱۲ | Kemcook          | ۲۵ آوریل ۱۹۹۸   |
| ۱۱۷۱۳ | Stubbs           | ۲۵ آوریل ۱۹۹۸   |
| ۱۱۷۱۴ | Mikebrown        | ۲۸ آوریل ۱۹۹۸   |
| ۱۱۷۱۵ | Harperclark      | ۲۱ آوریل ۱۹۹۸   |
| ۱۱۷۱۶ | Amahartman       | ۲۱ آوریل ۱۹۹۸   |
| ۱۱۷۱۷ | 1998 HU94        | ۲۱ آوریل ۱۹۹۸   |
| ۱۱۷۱۸ | Hayward          | ۲۱ آوریل ۱۹۹۸   |
| ۱۱۷۱۹ | Hicklen          | ۲۱ آوریل ۱۹۹۸   |
| ۱۱۷۲۰ | Horodyskyj       | ۲۱ آوریل ۱۹۹۸   |
| ۱۱۷۲۱ | 1998 HE100       | ۲۱ آوریل ۱۹۹۸   |
| ۱۱۷۲۲ | 1998 HR115       | ۲۳ آوریل ۱۹۹۸   |
| ۱۱۷۲۳ | 1998 HT125       | ۲۳ آوریل ۱۹۹۸   |
| ۱۱۷۲۴ | Ronaldhsu        | ۲۱ آوریل ۱۹۹۸   |
| ۱۱۷۲۵ | Victoriahsu      | ۲۱ آوریل ۱۹۹۸   |
| ۱۱۷۲۶ | Edgerton         | ۱ مه ۱۹۹۸       |
| ۱۱۷۲۷ | Sweet            | ۱ مه ۱۹۹۸       |
| ۱۱۷۲۸ | Einer            | ۱ مه ۱۹۹۸       |
| ۱۱۷۲۹ | 1998 KD22        | ۲۲ مه ۱۹۹۸      |
| ۱۱۷۳۰ | Yanhua           | ۲۲ مه ۱۹۹۸      |
| ۱۱۷۳۱ | 1998 KF47        | ۲۲ مه ۱۹۹۸      |
| ۱۱۷۳۲ | 1998 KX48        | ۲۳ مه ۱۹۹۸      |
| ۱۱۷۳۳ | 1998 KJ52        | ۲۳ مه ۱۹۹۸      |
| ۱۱۷۳۴ | 1998 KM55        | ۲۳ مه ۱۹۹۸      |
| ۱۱۷۳۵ | 1998 KN56        | ۲۲ مه ۱۹۹۸      |
| ۱۱۷۳۶ | Viktorfischl     | ۱۹ اوت ۱۹۹۸     |
| ۱۱۷۳۷ | 1998 QL24        | ۱۷ اوت ۱۹۹۸     |
| ۱۱۷۳۸ | 1998 RK72        | ۱۴ سپتامبر ۱۹۹۸ |
| ۱۱۷۳۸ | 1998             | SG۲۷            |
| ۱۱۷۴۰ | Georgesmith      | ۲۲ اکتبر ۱۹۹۸   |
| ۱۱۷۴۱ | 1999 AZ3         | ۱۰ ژانویه ۱۹۹۹  |
| ۱۱۷۴۲ | 1999 JZ5         | ۷ مه ۱۹۹۹       |
| ۱۱۷۴۳ | Jachowski        | ۱۳ مه ۱۹۹۹      |
| ۱۱۷۴۴ | 1999 NQ2         | ۹ ژوئیه ۱۹۹۹    |
| ۱۱۷۴۵ | 1999 NH3         | ۱۳ ژوئیه ۱۹۹۹   |
| ۱۱۷۴۶ | Thomjansen       | ۱۳ ژوئیه ۱۹۹۹   |
| ۱۱۷۴۷ | 1999 NQ9         | ۱۳ ژوئیه ۱۹۹۹   |
| ۱۱۷۴۸ | 1999 NT10        | ۱۳ ژوئیه ۱۹۹۹   |
| ۱۱۷۴۹ | 1999 NZ10        | ۱۳ ژوئیه ۱۹۹۹   |
| ۱۱۷۵۰ | 1999 NM33        | ۱۴ ژوئیه ۱۹۹۹   |
| ۱۱۷۵۱ | 1999 NK37        | ۱۴ ژوئیه ۱۹۹۹   |
| ۱۱۷۵۲ | 1999 OU3         | ۲۳ ژوئیه ۱۹۹۹   |
| ۱۱۷۵۳ | Geoffburbidge    | ۲۴ سپتامبر ۱۹۶۰ |
| ۱۱۷۵۴ | Herbig           | ۲۴ سپتامبر ۱۹۶۰ |
| ۱۱۷۵۵ | Paczynski        | ۲۴ سپتامبر ۱۹۶۰ |
| ۱۱۷۵۶ | Geneparker       | ۲۴ سپتامبر ۱۹۶۰ |
| ۱۱۷۵۷ | Salpeter         | ۲۴ سپتامبر ۱۹۶۰ |
| ۱۱۷۵۸ | Sargent          | ۲۴ سپتامبر ۱۹۶۰ |
| ۱۱۷۵۹ | Sunyaev          | ۲۴ سپتامبر ۱۹۶۰ |
| ۱۱۷۶۰ | Auwers           | ۲۴ سپتامبر ۱۹۶۰ |
| ۱۱۷۶۱ | Davidgill        | ۲۴ سپتامبر ۱۹۶۰ |
| ۱۱۷۶۲ | Vogel            | ۲۴ سپتامبر ۱۹۶۰ |
| ۱۱۷۶۳ | Deslandres       | ۲۴ سپتامبر ۱۹۶۰ |
| ۱۱۷۶۴ | Benbaillaud      | ۲۴ سپتامبر ۱۹۶۰ |
| ۱۱۷۶۵ | Alfredfowler     | ۱۷ اکتبر ۱۹۶۰   |
| ۱۱۷۶۶ | Fredseares       | ۱۷ اکتبر ۱۹۶۰   |
| ۱۱۷۶۷ | Milne            | ۲۶ مارس ۱۹۷۱    |
| ۱۱۷۶۸ | Merrill          | ۲۶ مارس ۱۹۷۱    |
| ۱۱۷۶۹ | Alfredjoy        | ۲۹ سپتامبر ۱۹۷۳ |
| ۱۱۷۷۰ | Rudominkowski    | ۳۰ سپتامبر ۱۹۷۳ |
| ۱۱۷۷۱ | Maestlin         | ۲۹ سپتامبر ۱۹۷۳ |
| ۱۱۷۷۲ | Jacoblemaire     | ۲۹ سپتامبر ۱۹۷۳ |
| ۱۱۷۷۳ | Schouten         | ۱۷ اکتبر ۱۹۷۷   |
| ۱۱۷۷۴ | Jerne            | ۱۷ اکتبر ۱۹۷۷   |
| ۱۱۷۷۵ | Kohler           | ۱۶ اکتبر ۱۹۷۷   |
| ۱۱۷۷۶ | Milstein         | ۱۶ اکتبر ۱۹۷۷   |
| ۱۱۷۷۷ | Hargrave         | ۱۶ اکتبر ۱۹۷۷   |
| ۱۱۷۷۷ | Hargrave         | T-۳             |
| ۱۱۷۷۹ | Zernike          | ۱۶ اکتبر ۱۹۷۷   |
| ۱۱۷۷۹ | 1942 TB          | ۳ اکتبر ۱۹۴۲    |
| ۱۱۷۸۱ | Alexroberts      | ۷ اوت ۱۹۶۶      |
| ۱۱۷۸۲ | Nikolajivanov    | ۸ اکتبر ۱۹۶۹    |
| ۱۱۷۸۳ | 1971 UN1         | ۲۶ اکتبر ۱۹۷۱   |
| ۱۱۷۸۴ | 1971 UT1         | ۲۶ اکتبر ۱۹۷۱   |
| ۱۱۷۸۵ | Migaic           | ۲ ژانویه ۱۹۷۳   |
| ۱۱۷۸۶ | Bakhchivandji    | ۱۹ اوت ۱۹۷۷     |
| ۱۱۷۸۷ | Baumanka         | ۱۹ اوت ۱۹۷۷     |
| ۱۱۷۸۸ | Nauchnyj         | ۲۱ اوت ۱۹۷۷     |
| ۱۱۷۸۹ | Kempowski        | ۵ سپتامبر ۱۹۷۷  |
| ۱۱۷۹۰ | Goode            | ۱ سپتامبر ۱۹۷۸  |
| ۱۱۷۹۱ | Sofiyavarzar     | ۲۶ سپتامبر ۱۹۷۸ |
| ۱۱۷۹۲ | Sidorovsky       | ۲۶ سپتامبر ۱۹۷۸ |
| ۱۱۷۹۳ | Chujkovia        | ۲ اکتبر ۱۹۷۸    |
| ۱۱۷۹۴ | 1978 VW8         | ۷ نوامبر ۱۹۷۸   |
| ۱۱۷۹۵ | Fredrikbruhn     | ۲۲ اوت ۱۹۷۹     |
| ۱۱۷۹۶ | Nirenberg        | ۲۱ فوریه ۱۹۸۰   |
| ۱۱۷۹۷ | Warell           | ۱۶ مارس ۱۹۸۰    |
| ۱۱۷۹۸ | Davidsson        | ۱۶ مارس ۱۹۸۰    |
| ۱۱۷۹۹ | 1981 DG2         | ۲۸ فوریه ۱۹۸۱   |
| ۱۱۸۰۰ | 1981 DN2         | ۲۸ فوریه ۱۹۸۱   |
| ۱۱۸۰۱ | 1981 EL5         | ۲ مارس ۱۹۸۱     |
| ۱۱۸۰۲ | 1981 EP12        | ۱ مارس ۱۹۸۱     |
| ۱۱۸۰۳ | 1981 ES12        | ۱ مارس ۱۹۸۱     |
| ۱۱۸۰۴ | 1981 EE13        | ۱ مارس ۱۹۸۱     |
| ۱۱۸۰۵ | 1981 EL13        | ۱ مارس ۱۹۸۱     |
| ۱۱۸۰۶ | 1981 EF14        | ۱ مارس ۱۹۸۱     |
| ۱۱۸۰۷ | 1981 EH17        | ۱ مارس ۱۹۸۱     |
| ۱۱۸۰۸ | 1981 EM17        | ۱ مارس ۱۹۸۱     |
| ۱۱۸۰۹ | 1981 EG18        | ۲ مارس ۱۹۸۱     |
| ۱۱۸۱۰ | 1981 EV18        | ۲ مارس ۱۹۸۱     |
| ۱۱۸۱۱ | 1981 EH19        | ۲ مارس ۱۹۸۱     |
| ۱۱۸۱۲ | 1981 EL20        | ۲ مارس ۱۹۸۱     |
| ۱۱۸۱۳ | 1981 EQ23        | ۳ مارس ۱۹۸۱     |
| ۱۱۸۱۴ | 1981 EW26        | ۲ مارس ۱۹۸۱     |
| ۱۱۸۱۵ | 1981 EG31        | ۲ مارس ۱۹۸۱     |
| ۱۱۸۱۶ | 1981 EX32        | ۱ مارس ۱۹۸۱     |
| ۱۱۸۱۷ | 1981 EQ34        | ۲ مارس ۱۹۸۱     |
| ۱۱۸۱۸ | 1981 EK35        | ۲ مارس ۱۹۸۱     |
| ۱۱۸۱۹ | 1981 ER35        | ۲ مارس ۱۹۸۱     |
| ۱۱۸۲۰ | 1981 EP38        | ۱ مارس ۱۹۸۱     |
| ۱۱۸۲۱ | 1981 EG44        | ۶ مارس ۱۹۸۱     |
| ۱۱۸۲۱ | 1981 TK          | ۶ اکتبر ۱۹۸۱    |
| ۱۱۸۲۳ | Christen         | ۲ نوامبر ۱۹۸۱   |
| ۱۱۸۲۴ | Alpaidze         | ۱۶ سپتامبر ۱۹۸۲ |
| ۱۱۸۲۵ | 1982 UW1         | ۱۶ اکتبر ۱۹۸۲   |
| ۱۱۸۲۶ | Yurijgromov      | ۲۵ اکتبر ۱۹۸۲   |
| ۱۱۸۲۷ | Wasyuzan         | ۱۴ نوامبر ۱۹۸۲  |
| ۱۱۸۲۷ | 1984 DZ          | ۲۶ فوریه ۱۹۸۴   |
| ۱۱۸۲۹ | 1984 EU1         | ۴ مارس ۱۹۸۴     |
| ۱۱۸۳۰ | Jessenius        | ۲ مه ۱۹۸۴       |
| ۱۱۸۳۱ | 1984 SF3         | ۲۸ سپتامبر ۱۹۸۴ |
| ۱۱۸۳۲ | 1984 SC6         | ۲۱ سپتامبر ۱۹۸۴ |
| ۱۱۸۳۳ | Dixon            | ۱۳ سپتامبر ۱۹۸۵ |
| ۱۱۸۳۴ | 1985 RQ3         | ۷ سپتامبر ۱۹۸۵  |
| ۱۱۸۳۵ | 1985 RA4         | ۱۰ سپتامبر ۱۹۸۵ |
| ۱۱۸۳۶ | Eileen           | ۵ فوریه ۱۹۸۶    |
| ۱۱۸۳۶ | 1986 GD          | ۲ آوریل ۱۹۸۶    |
| ۱۱۸۳۸ | 1986 PJ1         | ۱ اوت ۱۹۸۶      |
| ۱۱۸۳۹ | 1986 QX1         | ۲۷ اوت ۱۹۸۶     |
| ۱۱۸۴۰ | 1986 QR2         | ۲۸ اوت ۱۹۸۶     |
| ۱۱۸۴۰ | 1986 VW          | ۳ نوامبر ۱۹۸۶   |
| ۱۱۸۴۲ | Kap'bos          | ۲۲ ژانویه ۱۹۸۷  |
| ۱۱۸۴۳ | 1987 DM6         | ۲۳ فوریه ۱۹۸۷   |
| ۱۱۸۴۴ | Ostwald          | ۲۲ اوت ۱۹۸۷     |
| ۱۱۸۴۴ | 1987 RZ          | ۱۲ سپتامبر ۱۹۸۷ |
| ۱۱۸۴۶ | Verminnen        | ۲۱ سپتامبر ۱۹۸۷ |
| ۱۱۸۴۷ | Winckelmann      | ۲۰ ژانویه ۱۹۸۸  |
| ۱۱۸۴۸ | Paullouka        | ۱۱ فوریه ۱۹۸۸   |
| ۱۱۸۴۹ | Fauvel           | ۱۵ فوریه ۱۹۸۸   |
| ۱۱۸۵۰ | 1988 EY1         | ۱۳ مارس ۱۹۸۸    |
| ۱۱۸۵۱ | 1988 PD1         | ۱۴ اوت ۱۹۸۸     |
| ۱۱۸۵۲ | Shoumen          | ۱۰ سپتامبر ۱۹۸۸ |
| ۱۱۸۵۳ | Runge            | ۷ سپتامبر ۱۹۸۸  |
| ۱۱۸۵۴ | Ludwigrichter    | ۸ سپتامبر ۱۹۸۸  |
| ۱۱۸۵۵ | Preller          | ۸ سپتامبر ۱۹۸۸  |
| ۱۱۸۵۶ | 1988 RM8         | ۱۱ سپتامبر ۱۹۸۸ |
| ۱۱۸۵۷ | 1988 RK9         | ۱ سپتامبر ۱۹۸۸  |
| ۱۱۸۵۸ | 1988 RC11        | ۱۴ سپتامبر ۱۹۸۸ |
| ۱۱۸۵۹ | 1988 SN1         | ۱۶ سپتامبر ۱۹۸۸ |
| ۱۱۸۶۰ | Uedasatoshi      | ۱۶ اکتبر ۱۹۸۸   |
| ۱۱۸۶۱ | 1988 VY2         | ۱۰ نوامبر ۱۹۸۸  |
| ۱۱۸۶۲ | 1988 XB2         | ۷ دسامبر ۱۹۸۸   |
| ۱۱۸۶۲ | 1989 EX          | ۸ مارس ۱۹۸۹     |
| ۱۱۸۶۴ | 1989 NH1         | ۱۰ ژوئیه ۱۹۸۹   |
| ۱۱۸۶۴ | 1989 SC          | ۲۳ سپتامبر ۱۹۸۹ |
| ۱۱۸۶۶ | 1989 SL12        | ۳۰ سپتامبر ۱۹۸۹ |
| ۱۱۸۶۶ | 1989 TW          | ۴ اکتبر ۱۹۸۹    |
| ۱۱۸۶۸ | Kleinrichert     | ۲ اکتبر ۱۹۸۹    |
| ۱۱۸۶۹ | 1989 TS2         | ۳ اکتبر ۱۹۸۹    |
| ۱۱۸۷۰ | Sverige          | ۷ اکتبر ۱۹۸۹    |
| ۱۱۸۷۱ | Norge            | ۷ اکتبر ۱۹۸۹    |
| ۱۱۸۷۱ | 1989 WR          | ۲۰ نوامبر ۱۹۸۹  |
| ۱۱۸۷۳ | 1989 WS2         | ۳۰ نوامبر ۱۹۸۹  |
| ۱۱۸۷۴ | Gringauz         | ۲ دسامبر ۱۹۸۹   |
| ۱۱۸۷۵ | Rhone            | ۲۸ دسامبر ۱۹۸۹  |
| ۱۱۸۷۶ | Doncarpenter     | ۲ مارس ۱۹۹۰     |
| ۱۱۸۷۷ | 1990 EL8         | ۵ مارس ۱۹۹۰     |
| ۱۱۸۷۸ | Hanamiyama       | ۱۸ آوریل ۱۹۹۰   |
| ۱۱۸۷۹ | 1990 QR1         | ۲۲ اوت ۱۹۹۰     |
| ۱۱۸۸۰ | 1990 QQ4         | ۲۴ اوت ۱۹۹۰     |
| ۱۱۸۸۱ | Mirstation       | ۲۰ اوت ۱۹۹۰     |
| ۱۱۸۸۲ | 1990 RA3         | ۱۴ سپتامبر ۱۹۹۰ |
| ۱۱۸۸۳ | 1990 RD5         | ۱۵ سپتامبر ۱۹۹۰ |
| ۱۱۸۸۴ | 1990 RD6         | ۸ سپتامبر ۱۹۹۰  |
| ۱۱۸۸۴ | 1990 SS          | ۲۵ سپتامبر ۱۹۹۰ |
| ۱۱۸۸۶ | Kraske           | ۱۰ اکتبر ۱۹۹۰   |
| ۱۱۸۸۷ | Echemmon         | ۱۴ اکتبر ۱۹۹۰   |
| ۱۱۸۸۸ | 1990 UD3         | ۱۹ اکتبر ۱۹۹۰   |
| ۱۱۸۸۹ | 1991 AH2         | ۷ ژانویه ۱۹۹۱   |
| ۱۱۸۸۹ | 1991 FF          | ۱۸ مارس ۱۹۹۱    |
| ۱۱۸۹۱ | 1991 FJ2         | ۲۰ مارس ۱۹۹۱    |
| ۱۱۸۹۲ | 1991 FT2         | ۲۰ مارس ۱۹۹۱    |
| ۱۱۸۹۳ | 1991 FZ2         | ۲۰ مارس ۱۹۹۱    |
| ۱۱۸۹۳ | 1991 GW          | ۳ آوریل ۱۹۹۱    |
| ۱۱۸۹۵ | Dehant           | ۸ آوریل ۱۹۹۱    |
| ۱۱۸۹۶ | Camelbeeck       | ۸ آوریل ۱۹۹۱    |
| ۱۱۸۹۷ | Lemaire          | ۸ آوریل ۱۹۹۱    |
| ۱۱۸۹۸ | Dedeyn           | ۱۰ آوریل ۱۹۹۱   |
| ۱۱۸۹۹ | Weill            | ۹ آوریل ۱۹۹۱    |
| ۱۱۹۰۰ | Spinoy           | ۶ ژوئن ۱۹۹۱     |
| ۱۱۹۰۱ | 1991 PV11        | ۷ اوت ۱۹۹۱      |
| ۱۱۹۰۲ | 1991 PZ12        | ۵ اوت ۱۹۹۱      |
| ۱۱۹۰۳ | 1991 RD7         | ۲ سپتامبر ۱۹۹۱  |
| ۱۱۹۰۴ | 1991 TR1         | ۱۳ اکتبر ۱۹۹۱   |
| ۱۱۹۰۵ | Giacometti       | ۶ نوامبر ۱۹۹۱   |
| ۱۱۹۰۶ | 1992 AE1         | ۱۰ ژانویه ۱۹۹۲  |
| ۱۱۹۰۷ | Naranen          | ۲ مارس ۱۹۹۲     |
| ۱۱۹۰۸ | 1992 GC5         | ۴ آوریل ۱۹۹۲    |
| ۱۱۹۰۹ | 1992 HD5         | ۲۵ آوریل ۱۹۹۲   |
| ۱۱۹۰۹ | 1992 KJ          | ۲۸ مه ۱۹۹۲      |
| ۱۱۹۱۱ | Angel            | ۴ ژوئن ۱۹۹۲     |
| ۱۱۹۱۲ | Piedade          | ۳۰ ژوئیه ۱۹۹۲   |
| ۱۱۹۱۳ | Svarna           | ۲ سپتامبر ۱۹۹۲  |
| ۱۱۹۱۴ | Sinachopoulos    | ۲ سپتامبر ۱۹۹۲  |
| ۱۱۹۱۵ | Nishiinoue       | ۲۳ سپتامبر ۱۹۹۲ |
| ۱۱۹۱۶ | Wiesloch         | ۲۴ سپتامبر ۱۹۹۲ |
| ۱۱۹۱۶ | 1992 UX          | ۲۱ اکتبر ۱۹۹۲   |
| ۱۱۹۱۶ | 1992 UY          | ۲۱ اکتبر ۱۹۹۲   |
| ۱۱۹۱۹ | 1992 UD2         | ۲۵ اکتبر ۱۹۹۲   |
| ۱۱۹۲۰ | 1992 UY2         | ۲۵ اکتبر ۱۹۹۲   |
| ۱۱۹۲۱ | Mitamasahiro     | ۲۶ اکتبر ۱۹۹۲   |
| ۱۱۹۲۲ | 1992 UT3         | ۲۷ اکتبر ۱۹۹۲   |
| ۱۱۹۲۲ | 1992 WX          | ۱۷ نوامبر ۱۹۹۲  |
| ۱۱۹۲۴ | 1992 WS3         | ۱۷ نوامبر ۱۹۹۲  |
| ۱۱۹۲۵ | 1992 YA1         | ۲۳ دسامبر ۱۹۹۲  |
| ۱۱۹۲۶ | Orinoco          | ۱۸ دسامبر ۱۹۹۲  |
| ۱۱۹۲۶ | Orinoco          | BA              |
| ۱۱۹۲۸ | Akimotohiro      | ۲۳ ژانویه ۱۹۹۳  |
| ۱۱۹۲۹ | Uchino           | ۲۳ ژانویه ۱۹۹۳  |
| ۱۱۹۳۰ | Osamu            | ۱۵ فوریه ۱۹۹۳   |
| ۱۱۹۳۱ | 1993 DD2         | ۲۲ فوریه ۱۹۹۳   |
| ۱۱۹۳۱ | 1993 EP          | ۱۳ مارس ۱۹۹۳    |
| ۱۱۹۳۳ | Himuka           | ۱۵ مارس ۱۹۹۳    |
| ۱۱۹۳۴ | 1993 FL4         | ۱۷ مارس ۱۹۹۳    |
| ۱۱۹۳۵ | 1993 FB8         | ۱۷ مارس ۱۹۹۳    |
| ۱۱۹۳۶ | 1993 FX9         | ۱۷ مارس ۱۹۹۳    |
| ۱۱۹۳۷ | 1993 FF16        | ۱۷ مارس ۱۹۹۳    |
| ۱۱۹۳۸ | 1993 FZ26        | ۲۱ مارس ۱۹۹۳    |
| ۱۱۹۳۹ | 1993 FH36        | ۱۹ مارس ۱۹۹۳    |
| ۱۱۹۳۹ | 1993 GR          | ۱۵ آوریل ۱۹۹۳   |
| ۱۱۹۴۱ | Archinal         | ۲۳ مه ۱۹۹۳      |
| ۱۱۹۴۲ | Guettard         | ۱۲ ژوئیه ۱۹۹۳   |
| ۱۱۹۴۳ | Davidhartley     | ۲۰ ژوئیه ۱۹۹۳   |
| ۱۱۹۴۴ | Shaftesbury      | ۲۰ ژوئیه ۱۹۹۳   |
| ۱۱۹۴۵ | Amsterdam        | ۱۵ اوت ۱۹۹۳     |
| ۱۱۹۴۶ | Bayle            | ۱۵ اوت ۱۹۹۳     |
| ۱۱۹۴۷ | Kimclijsters     | ۱۵ اوت ۱۹۹۳     |
| ۱۱۹۴۸ | Justinehenin     | ۱۸ اوت ۱۹۹۳     |
| ۱۱۹۴۹ | Kagayayutaka     | ۱۹ سپتامبر ۱۹۹۳ |
| ۱۱۹۵۰ | Morellet         | ۱۹ سپتامبر ۱۹۹۳ |
| ۱۱۹۵۱ | 1994 AJ3         | ۱۲ ژانویه ۱۹۹۴  |
| ۱۱۹۵۲ | 1994 AM3         | ۸ ژانویه ۱۹۹۴   |
| ۱۱۹۵۲ | 1994 BW          | ۱۹ ژانویه ۱۹۹۴  |
| ۱۱۹۵۲ | 1994 BY          | ۲۲ ژانویه ۱۹۹۴  |
| ۱۱۹۵۵ | Russrobb         | ۸ فوریه ۱۹۹۴    |
| ۱۱۹۵۶ | Tamarakate       | ۸ فوریه ۱۹۹۴    |
| ۱۱۹۵۶ | 1994 DS          | ۱۷ فوریه ۱۹۹۴   |
| ۱۱۹۵۸ | Galiani          | ۹ مارس ۱۹۹۴     |
| ۱۱۹۵۹ | Okunokeno        | ۱۳ آوریل ۱۹۹۴   |
| ۱۱۹۵۹ | 1994 HA          | ۱۷ آوریل ۱۹۹۴   |
| ۱۱۹۵۹ | 1994 PO          | ۳ اوت ۱۹۹۴      |
| ۱۱۹۵۹ | 1994 PX          | ۱۴ اوت ۱۹۹۴     |
| ۱۱۹۶۳ | Ignace           | ۱۰ اوت ۱۹۹۴     |
| ۱۱۹۶۴ | Prigogine        | ۱۰ اوت ۱۹۹۴     |
| ۱۱۹۶۵ | Catullus         | ۱۲ اوت ۱۹۹۴     |
| ۱۱۹۶۶ | Plateau          | ۱۲ اوت ۱۹۹۴     |
| ۱۱۹۶۷ | Boyle            | ۱۲ اوت ۱۹۹۴     |
| ۱۱۹۶۸ | Demariotte       | ۱۲ اوت ۱۹۹۴     |
| ۱۱۹۶۹ | Gay-Lussac       | ۱۰ اوت ۱۹۹۴     |
| ۱۱۹۷۰ | Palitzsch        | ۴ اکتبر ۱۹۹۴    |
| ۱۱۹۷۱ | 1994 UJ2         | ۳۱ اکتبر ۱۹۹۴   |
| ۱۱۹۷۱ | 1994 VK          | ۱ نوامبر ۱۹۹۴   |
| ۱۱۹۷۱ | 1994 VN          | ۱ نوامبر ۱۹۹۴   |
| ۱۱۹۷۴ | Yasuhidefujita   | ۲۴ دسامبر ۱۹۹۴  |
| ۱۱۹۷۵ | 1995 FA1         | ۳۱ مارس ۱۹۹۵    |
| ۱۱۹۷۶ | Josephthurn      | ۵ مه ۱۹۹۵       |
| ۱۱۹۷۶ | 1995 OA          | ۱۹ ژوئیه ۱۹۹۵   |
| ۱۱۹۷۸ | Makotomasako     | ۲۰ سپتامبر ۱۹۹۵ |
| ۱۱۹۷۹ | 1995 SS5         | ۲۵ سپتامبر ۱۹۹۵ |
| ۱۱۹۸۰ | Ellis            | ۱۷ سپتامبر ۱۹۹۵ |
| ۱۱۹۸۱ | Boncompagni      | ۲۰ اکتبر ۱۹۹۵   |
| ۱۱۹۸۲ | 1995 UF6         | ۲۵ اکتبر ۱۹۹۵   |
| ۱۱۹۸۳ | 1995 UH6         | ۲۷ اکتبر ۱۹۹۵   |
| ۱۱۹۸۴ | Manet            | ۲۰ اکتبر ۱۹۹۵   |
| ۱۱۹۸۴ | 1995 VG          | ۱ نوامبر ۱۹۹۵   |
| ۱۱۹۸۴ | 1995 VP          | ۳ نوامبر ۱۹۹۵   |
| ۱۱۹۸۷ | Yonematsu        | ۱۵ نوامبر ۱۹۹۵  |
| ۱۱۹۸۷ | 1995 WB          | ۱۶ نوامبر ۱۹۹۵  |
| ۱۱۹۸۹ | 1995 WN5         | ۲۴ نوامبر ۱۹۹۵  |
| ۱۱۹۹۰ | 1995 WM6         | ۲۱ نوامبر ۱۹۹۵  |
| ۱۱۹۹۱ | 1995 WK7         | ۲۷ نوامبر ۱۹۹۵  |
| ۱۱۹۹۱ | 1995 XH          | ۲ دسامبر ۱۹۹۵   |
| ۱۱۹۹۱ | 1995 XX          | ۸ دسامبر ۱۹۹۵   |
| ۱۱۹۹۱ | 1995 YP          | ۱۹ دسامبر ۱۹۹۵  |
| ۱۱۹۹۵ | 1995 YB1         | ۲۱ دسامبر ۱۹۹۵  |
| ۱۱۹۹۶ | 1995 YC1         | ۲۱ دسامبر ۱۹۹۵  |
| ۱۱۹۹۷ | Fassel           | ۱۸ دسامبر ۱۹۹۵  |
| ۱۱۹۹۸ | Fermilab         | ۱۲ ژانویه ۱۹۹۶  |
| ۱۱۹۹۹ | 1996 BV1         | ۲۳ ژانویه ۱۹۹۶  |
| ۱۲۰۰۰ | 1996 CK2         | ۱۲ فوریه ۱۹۹۶   |